# Grote Kerk (Haarlem)
La Grote Kerk (lit. 'Gran Iglesia') o St.-Bavokerk (lit. 'iglesia de San Bavón') es una iglesia protestante reformada neerlandesa y antigua catedral católica situada en la plaza del mercado central (Grote Markt) de la ciudad de Haarlem. Otra iglesia de la ciudad, llamada catedral de San Bavón, es actualmente la catedral principal de la diócesis católica romana de Haarlem-Ámsterdam.
La iglesia, de estilo gótico (gótico_brabantino), está protegida desde el 27 de noviembre de 1969 como Rijksmonument (n.º 19264) y ha sido incluida en 1990 entre los 100 mejores sitios del patrimonio neerlandés.

## Historia
Esta iglesia es un punto de referencia importante para la ciudad de Haarlem y ha dominado el horizonte de la ciudad durante siglos. Está construida en estilo gótico y se convirtió en la iglesia principal de Haarlem después de que las renovaciones en el siglo XV la hicieran significativamente más grande que la iglesia de San Juan (Sint-Janskerk). La primera mención de una iglesia en este lugar se hizo en 1307, pero la estructura de madera se quemó en el siglo XIV.  La iglesia fue reconstruida y promovida a iglesia capitular en 1479 y solo se convirtió en catedral en 1559. Los arquitectos principales fueron Godevaert de Bosscher y  Steven van Afflighem (nave) y Evert van Antwerpen (transepto). El término "catedral" nunca estuvo realmente asociado con esta iglesia, ya que solo fue consagrada como catedral en 1559, cuando ya estaba en medio del período conocido como la Reforma Protestante. La iglesia fue confiscada solo 19 años después, durante el  Haarlemse noon (mediodía de Haarlem) en 1578, cuando se convirtió al protestantismo. Se dedicó a San Bavón en algún momento antes de 1500, aunque existe una curiosa pintura en la colección de la católica Catedral de San Bavón que ilustra el milagro de San Bavón salvando a Haarlem de los Kennemers  en una escena del siglo XIII. Esta pintura fue pintada un siglo después de que los católicos fueran expulsados de su iglesia, y puede haber sido una pintura conmemorativa que haría referencia a la defensa de la Iglesia y la fe católica, así como a la defensa de la ciudad.

Testimonios históricos de San Bavón
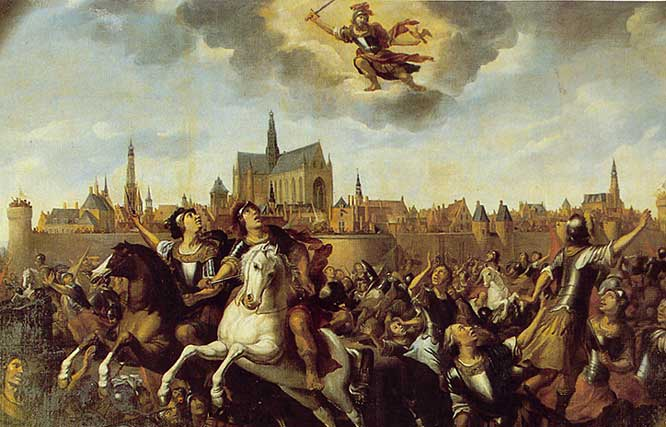
San Bavón salva a Haarlem de los Kennemers. Data de 1673 pero muestra una leyenda de 1274. Actualmente se encuentra en la colección de la católica  catedral de San Bavón, también en Haarlem.
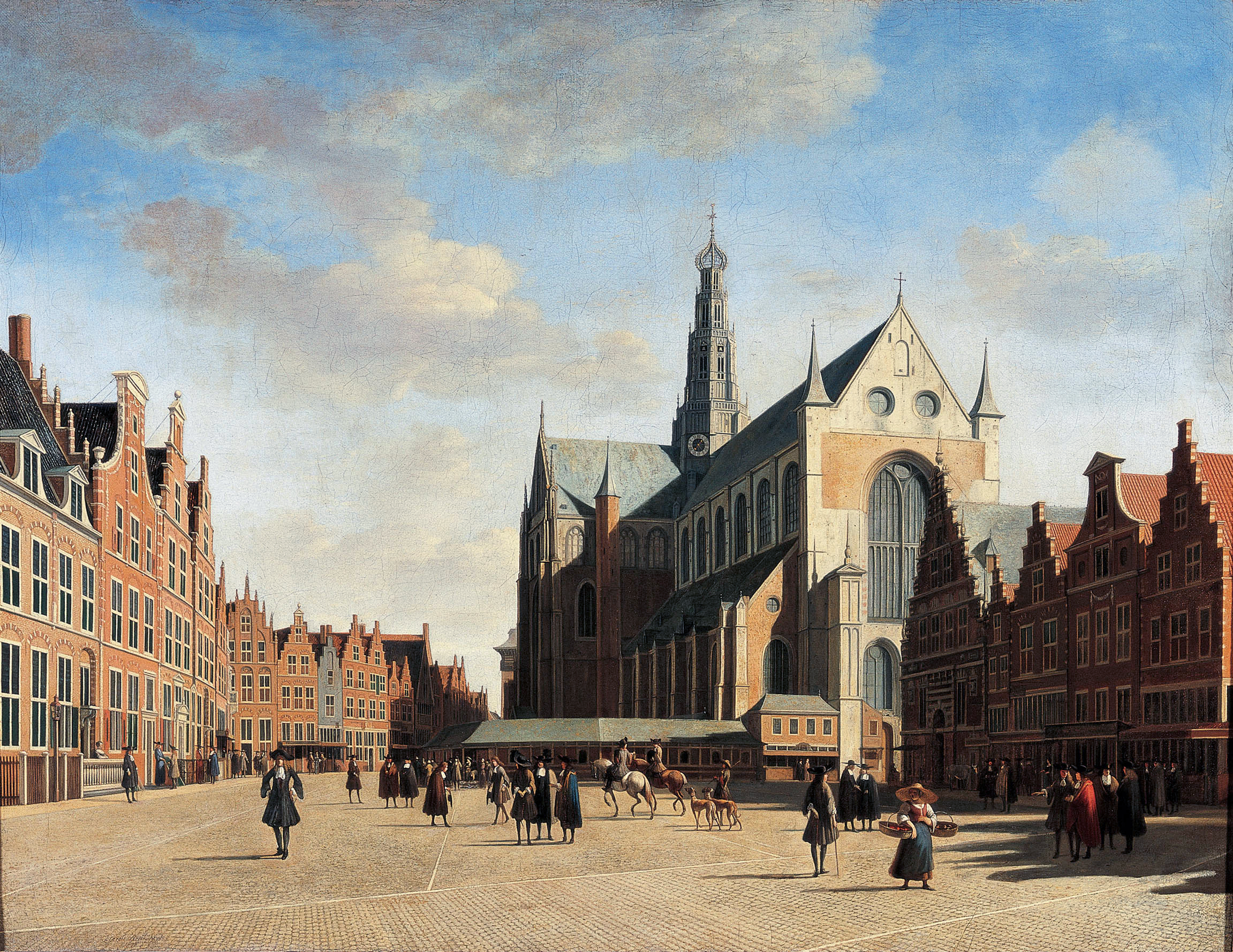
El lado norte en 1696, pintura de Gerrit Adriaensz. Berckheyde
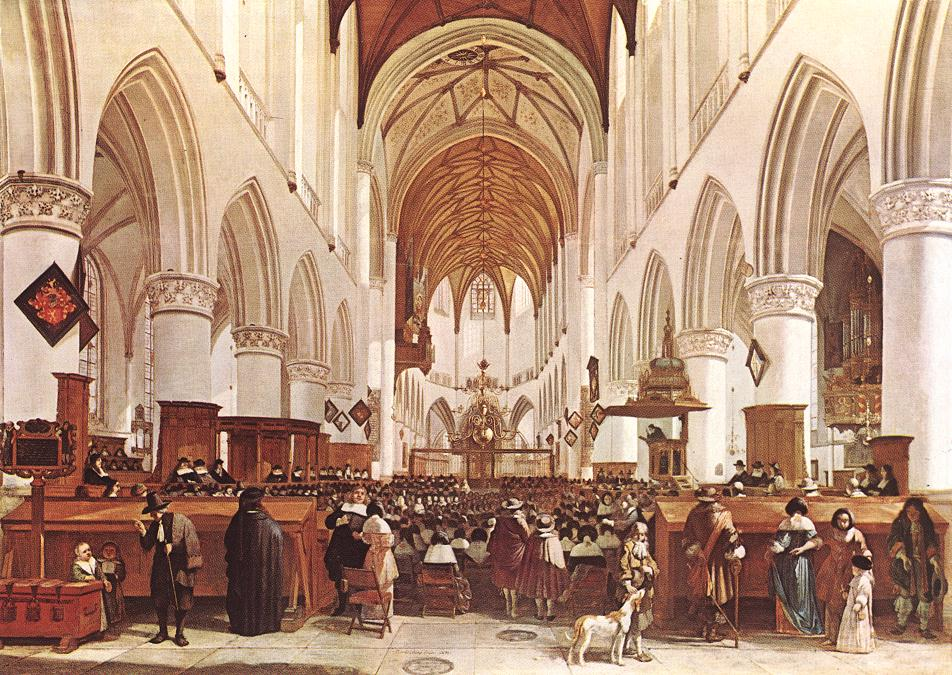
Interior de San Bavón (1673), obra de Gerrit Adriaensz. Berckheyde (National Gallery, London)
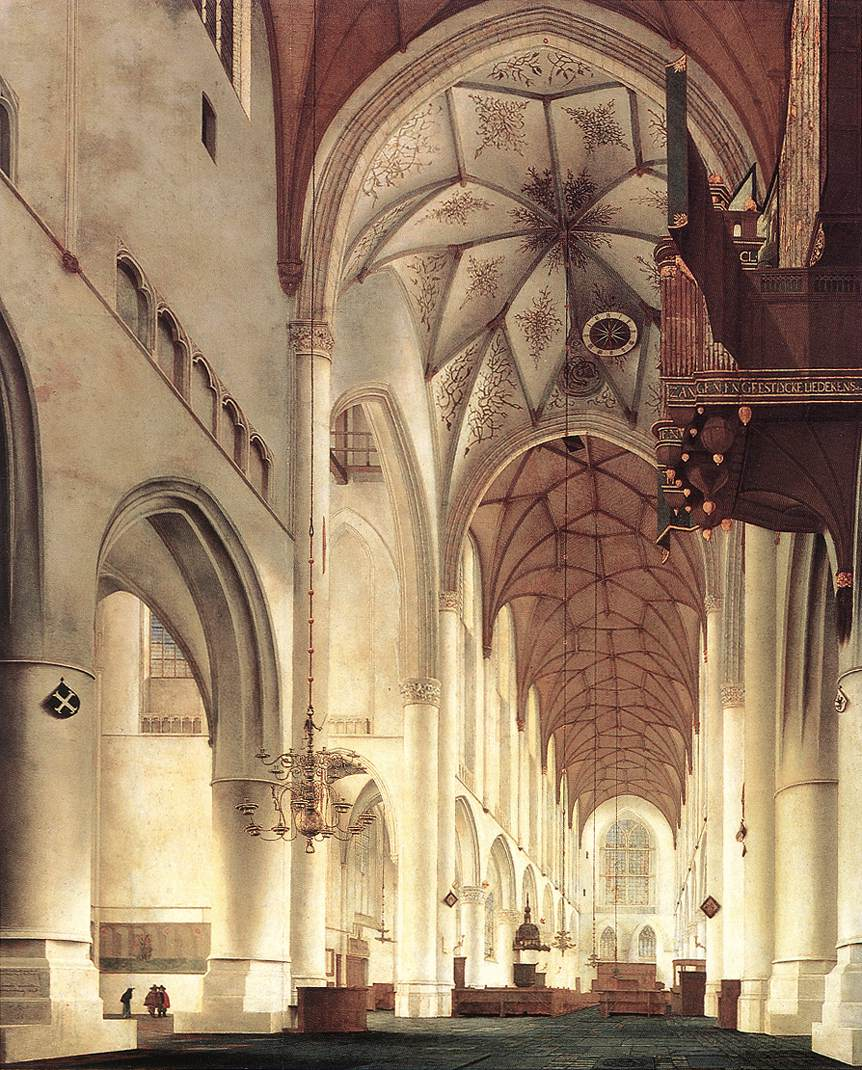
Interior de San Bavón (1648), obra de Pieter Jansz Saenredam

### Cristianismo en Haarlem
Haarlem ha tenido una iglesia parroquial cristiana desde el siglo IX. Esta primera iglesia fue una "iglesia hija" de Velsen, que a su vez había sido fundada en 695 por San Willibrord. Esta primera iglesia primitiva era una iglesia de madera en el mismo sitio de la actual Sint-Bavokerk. Las ampliaciones y expansiones a lo largo de los siglos llevaron a su consagración formal en 1559 cuando se nombró al primer obispo Nicolaas van Nieuwland. Solo 19 años después, una vez que terminó la ocupación española (vencieron en el Asedio de Haarlem, 1572-1573) y Haarlem volviera a la protestante Casa de Orange, la iglesia fue confiscada durante el episodio conocido como el Haarlemse noon  (mediodía de Haarlem) y convertida al protestantismo como parte de la Reforma protestante.
En esa época, la mayoría de los objetos de arte y plata también fueron confiscados y lo que no se vendió o destruyó ha sobrevivido en la colección municipal de Haarlem, que ahora se encuentra en la colección del Museo Frans Hals. Los católicos de Haarlem tomaron lo que pudieron y pasaron a la clandestinidad, reuniéndose a partir de entonces en varias  schuilkerken,  las más importantes conocidas como St. Franciscus statie y St. Josephs statie. Finalmente, St. Josephstatie construyó una nueva iglesia frente a la iglesia de San Juan llamada St. Josephkerk, y esta iglesia, después de crecer y convertirse nuevamente en catedral, construyó una nueva catedral en Leidsevaart en el siglo XIX. Desde la construcción de esta nueva catedral de San Bavón, ha habido mucha confusión sobre el nombre de la iglesia de Bavón, ya que como iglesia protestante ni siquiera está dedicada a san Bavón. Por esta razón, se llama oficialmente Grote Kerk, que simplemente significa 'Gran Iglesia'.

### Incendios
El 22 de mayo de 1801 se produjo un incendio provocado por un rayo que alcanzó la torre. En 1839, Martijn Hendrik Kretschman, el guardián de la torre, evitó otro desastre al detener a Jan Drost, un empleado de la iglesia, que había intentado prender fuego al órgano y al piano arrojando brasas encendidas sobre ellos. Drost se suicidó y fue enterrado en la torre.
En la iglesia había una garita alta reservada a los vigilantes de incendios. Si veían un incendio en la ciudad, hacían señales con banderas rojas para que los guardias de la caseta principal de guardia situada enfrente pudieran reaccionar. Esta posición de centinela todavía estaba en uso en 1919.
Durante la renovación de la década de 1930 se instaló en la torre un sistema de rociadores automáticos que podía extinguir un incendio a 70 m de altura.

## Exterior

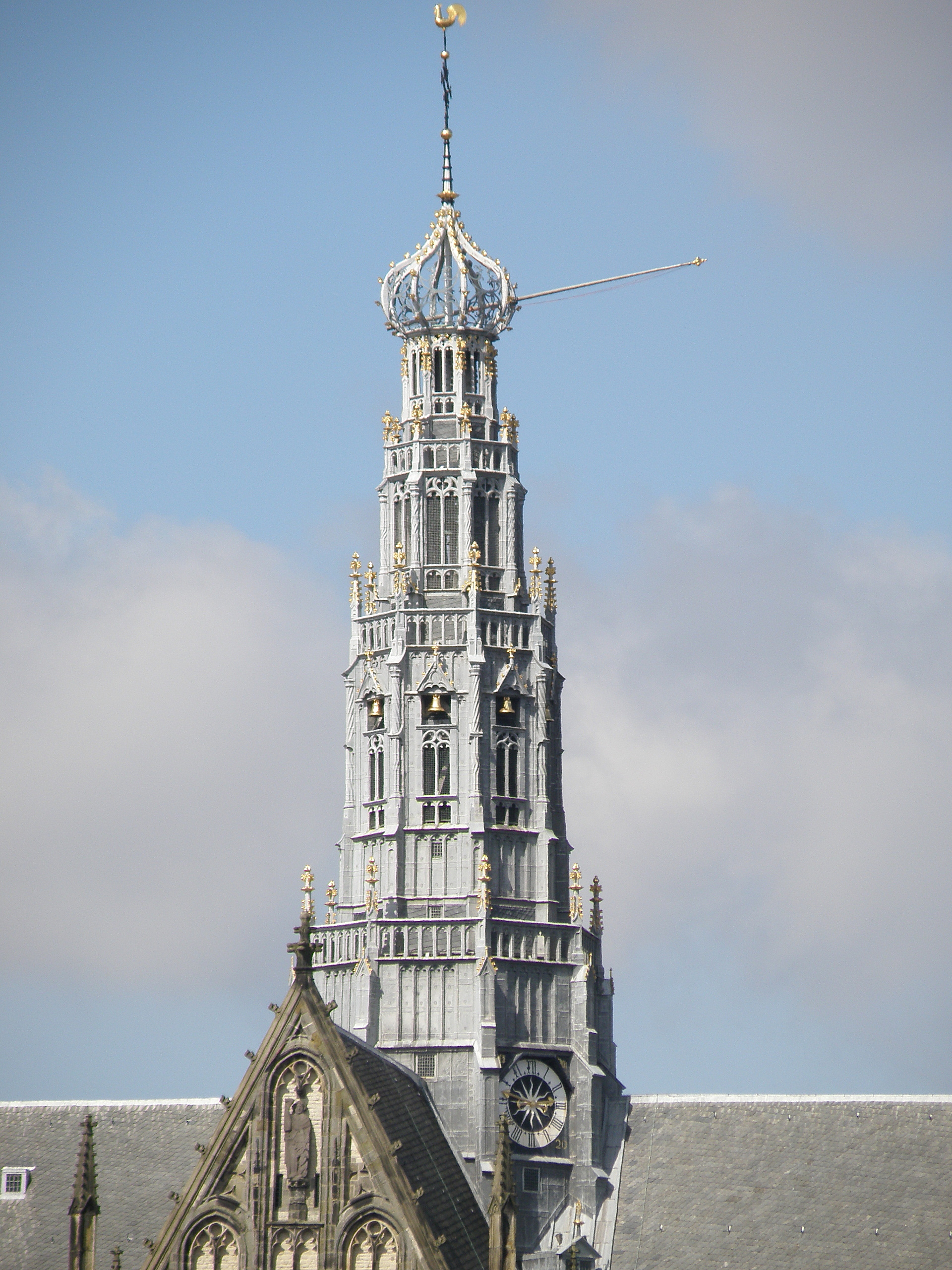
La ornamentada torre central, Grote Kerk, Haarlem, Haarlem

Aunque el exterior de la iglesia parece inmemorial, cambió dos veces en los últimos 500 años: una vez cuando se quitaron todas las estatuas de los nichos exteriores durante el Haarlemse Noon (mediodía de Haarlem), y la segunda vez a fines del siglo XIX, cuando se le dio a la iglesia un "aspecto más gótico" al agregar algunas murallas falsas al borde del techo. Esto se puede ver fácilmente al comparar las fotografías tomadas antes y después.
Alrededor de la iglesia se han construido varios edificios bajos, entre los que destaca el antiguo mercado de pescado llamado De Vishal, que hoy se utiliza para exponer arte moderno. En el lado sur, se han construido una serie de edificios bajos utilizados como tiendas junto a varios edificios de la iglesia, como la antigua "librye" o biblioteca y la sacristía. En 1630, el arquitecto Salomon de Bray  diseñó y construyó el consistorio que todavía existe en la actualidad.

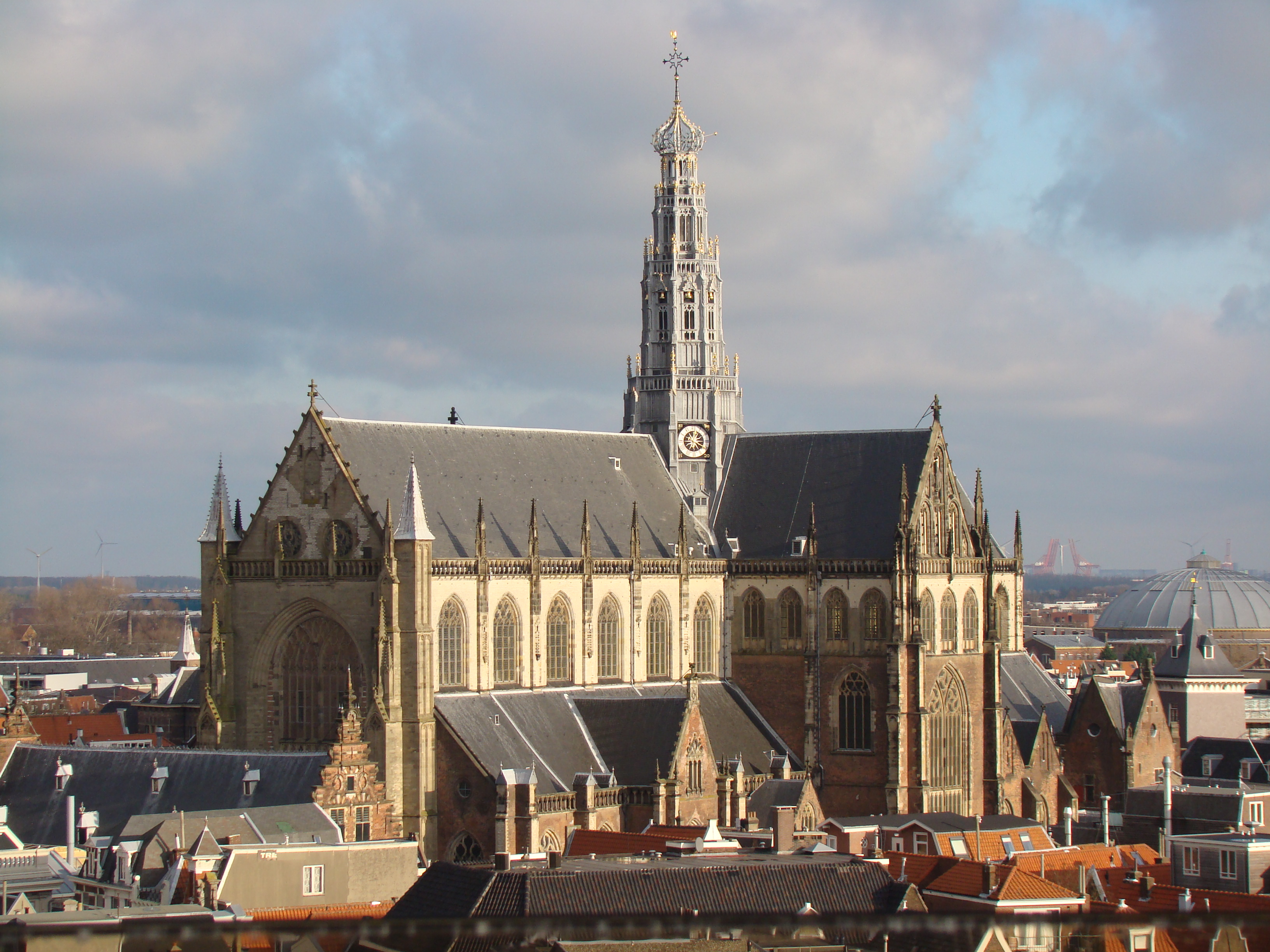
La iglesia en 2009
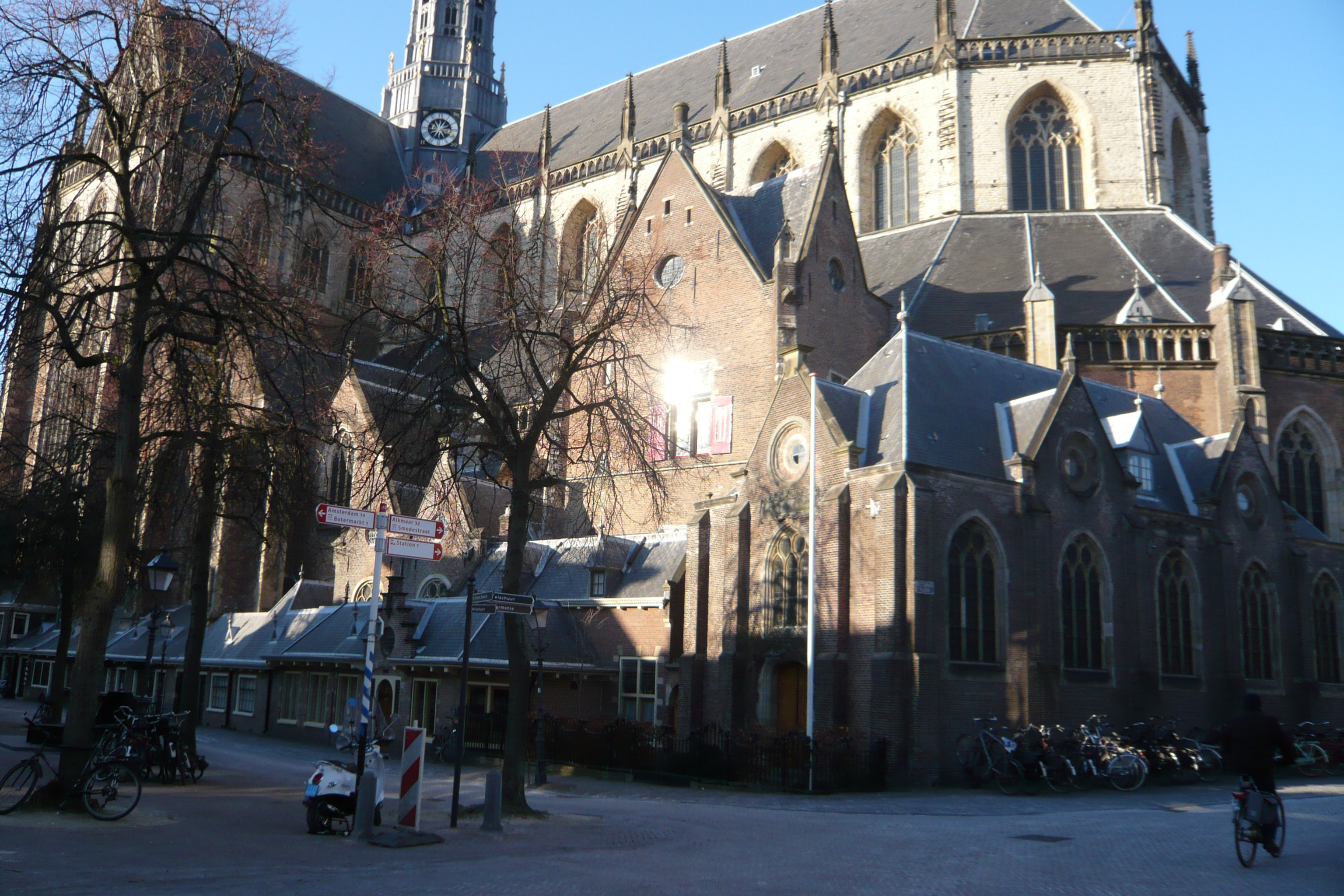
El lado sur hoy: a la derecha está el consistorio añadido por De Bray
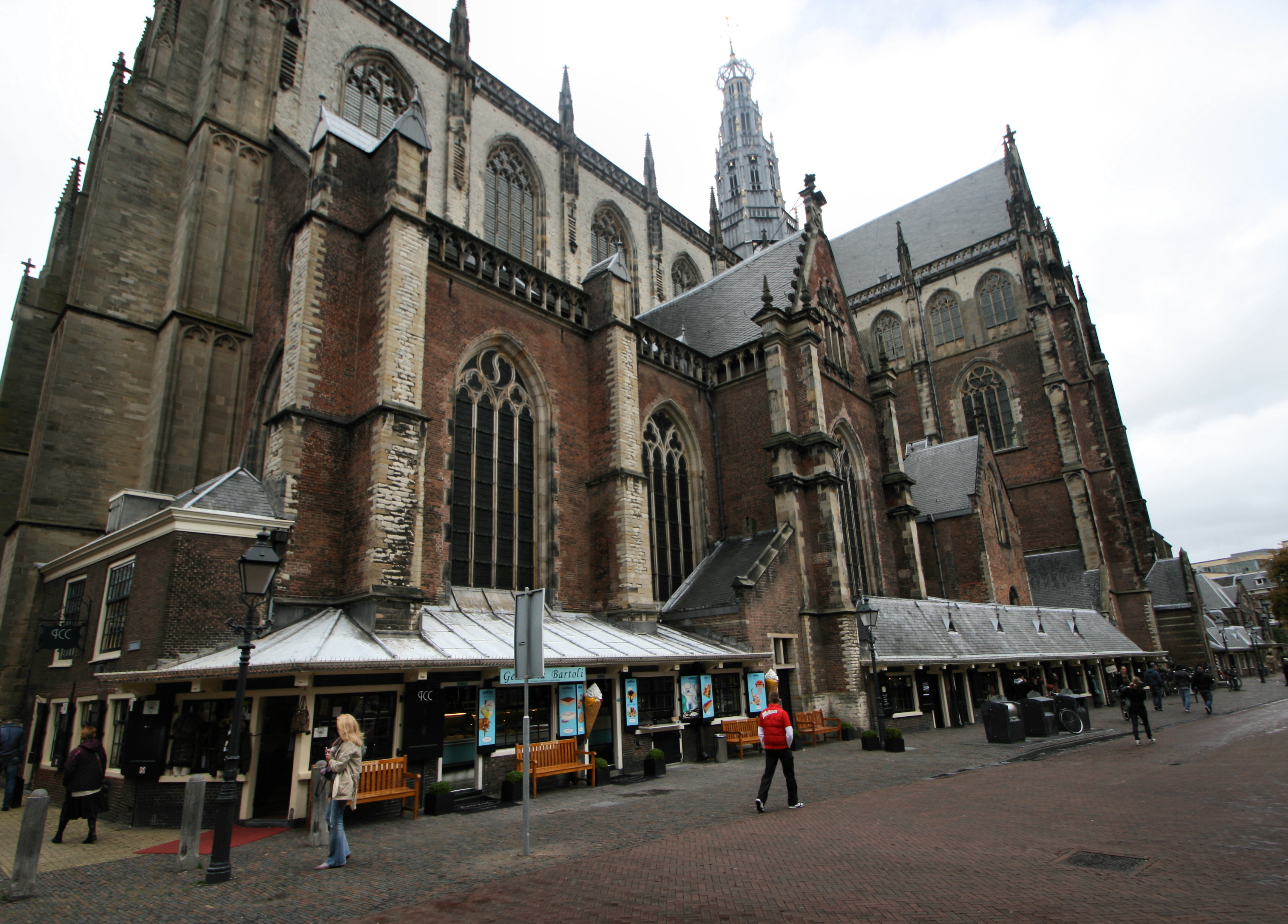
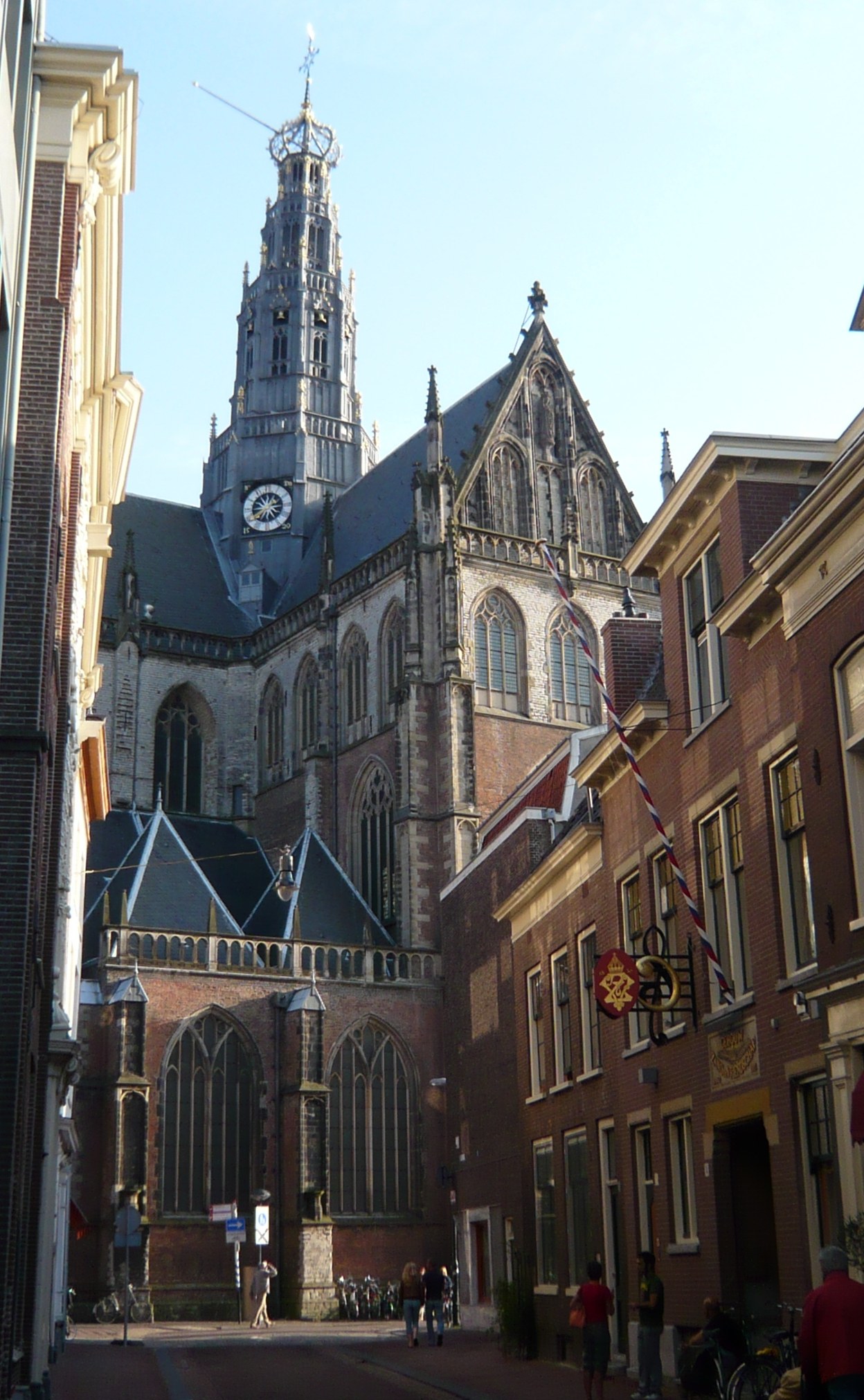
Vista de la iglesia desde el norte (Jansstraat)
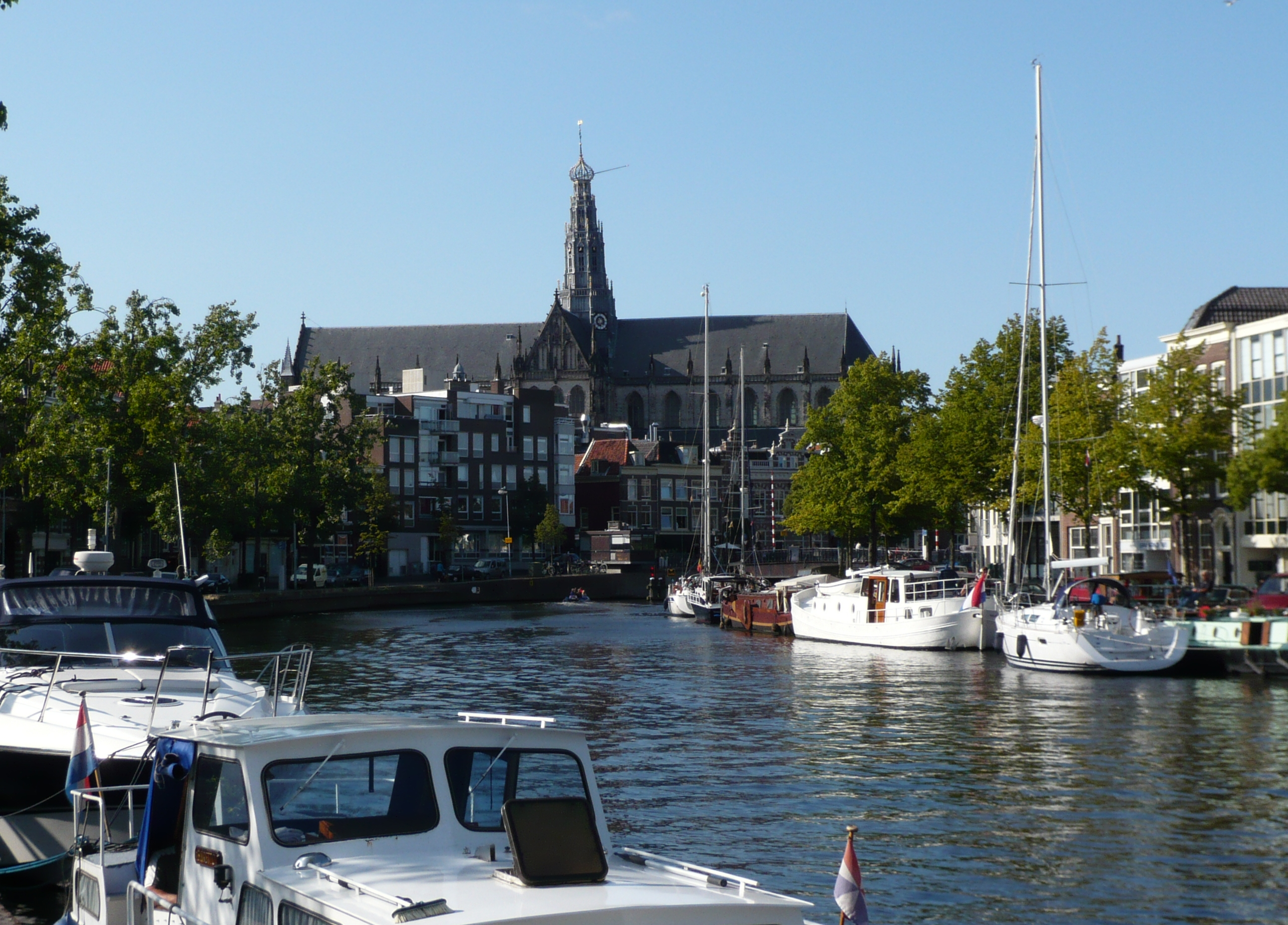
Vista de la iglesia desde el sur

## Interior
El interior de la iglesia también ha cambiado poco a lo largo de los años, aunque las capillas interiores sufrieron mucho durante la tormenta Beeldenstormy muchas vidrieras se perdieron por abandono. Afortunadamente, el interior ha sido pintado muchas veces por pintores locales, sobre todo por Pieter Jansz Saenredam y los hermanos Berckheyde. Basándose en estas pinturas, se ha trabajado para reconstruir el interior, de modo que varios elementos como los rouwborden o "escudos de luto" vuelven a colgar hoy en su lugar "adecuado".

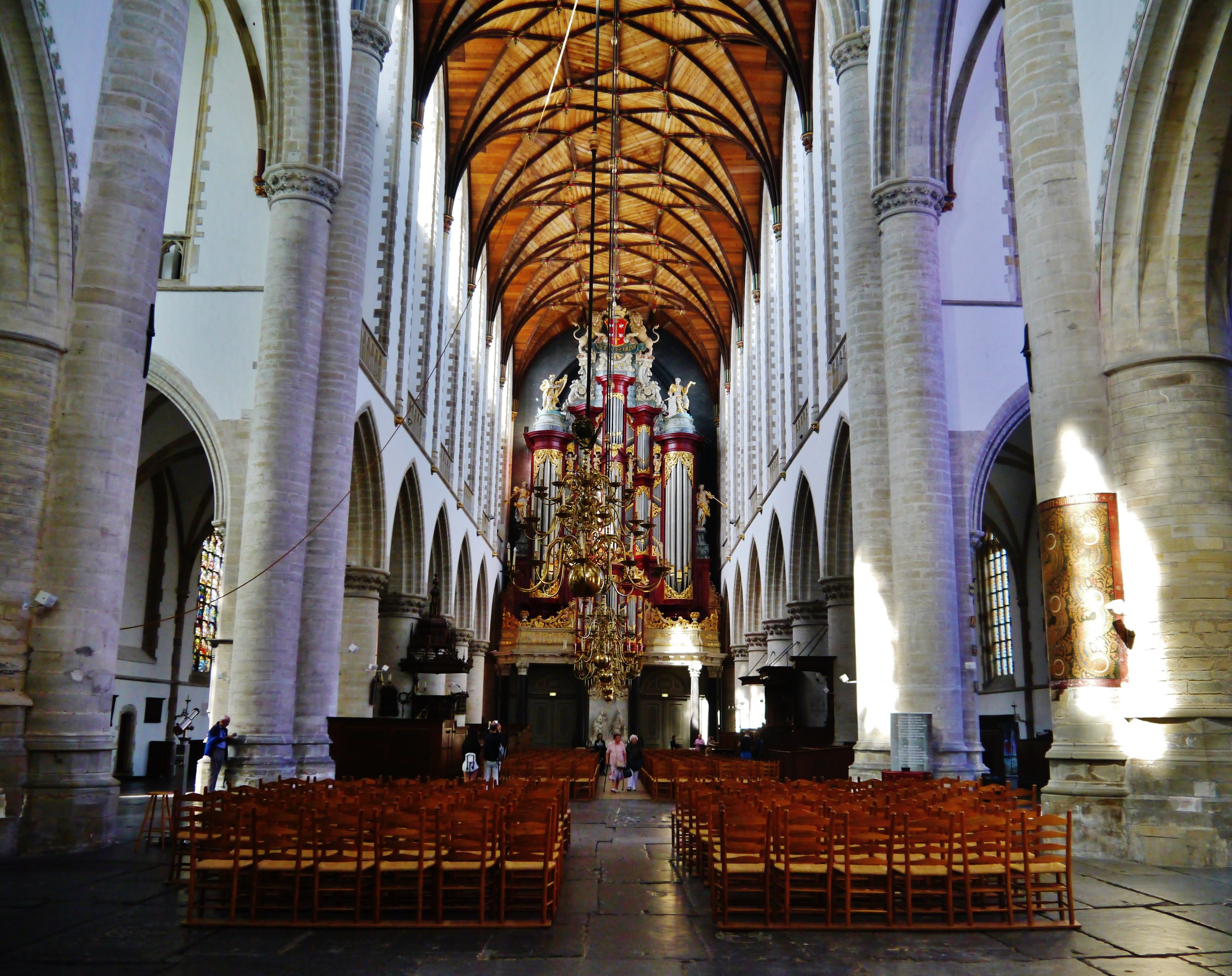
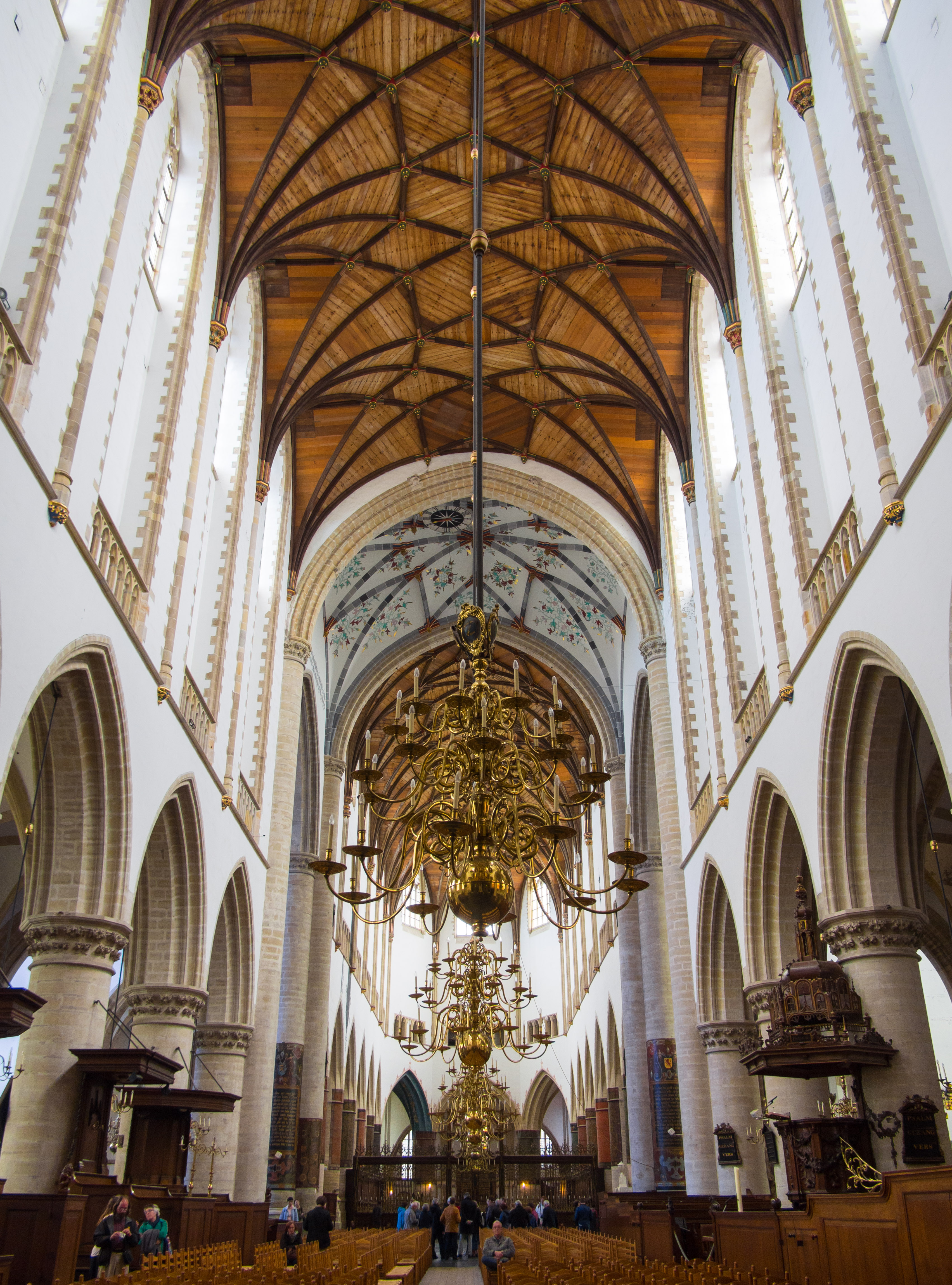
Mirando hacia el este desde debajo del órgano de tubos hacia la nave central
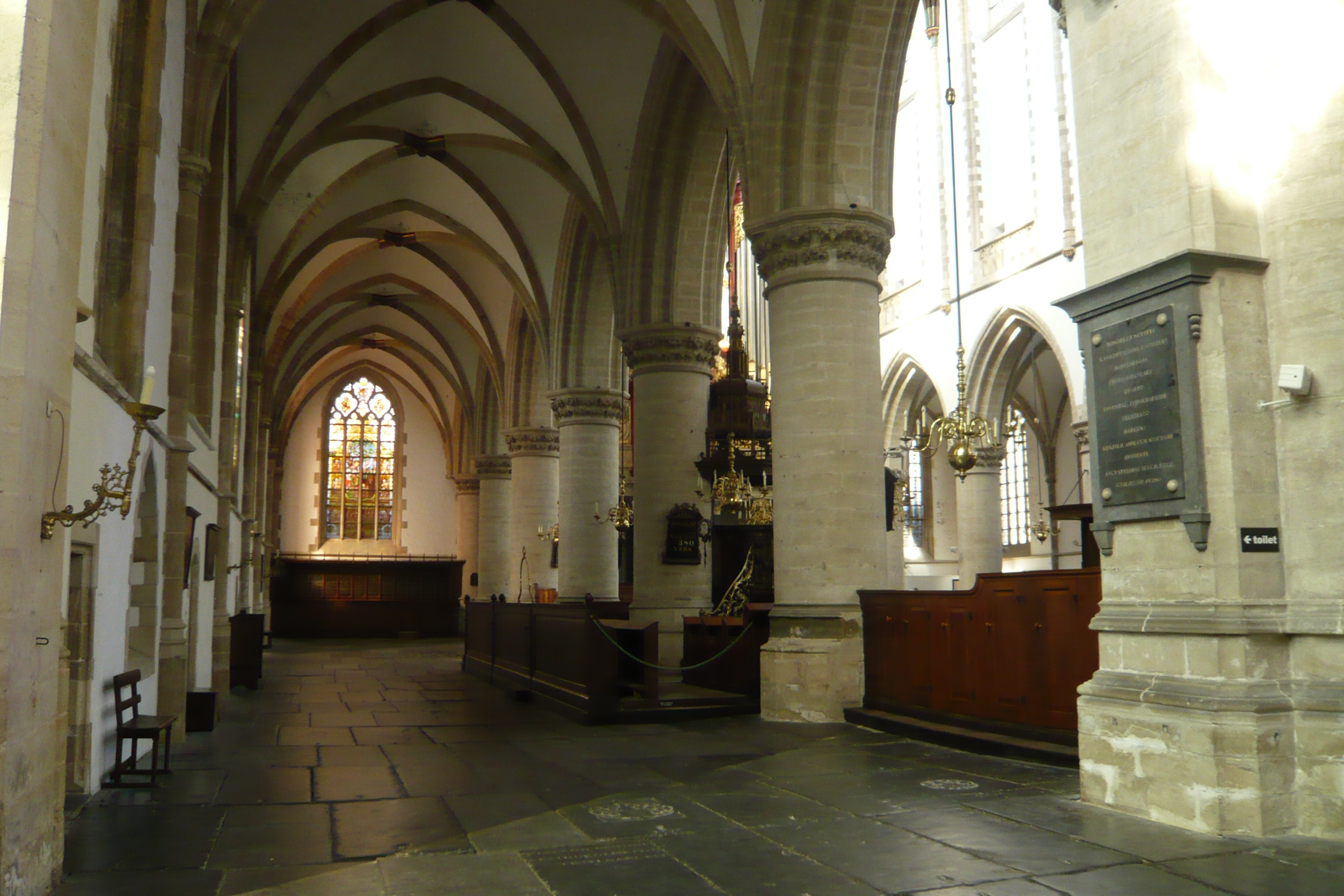
Mirando hacia el oeste hacia el banco de pan en el nave lateral sur
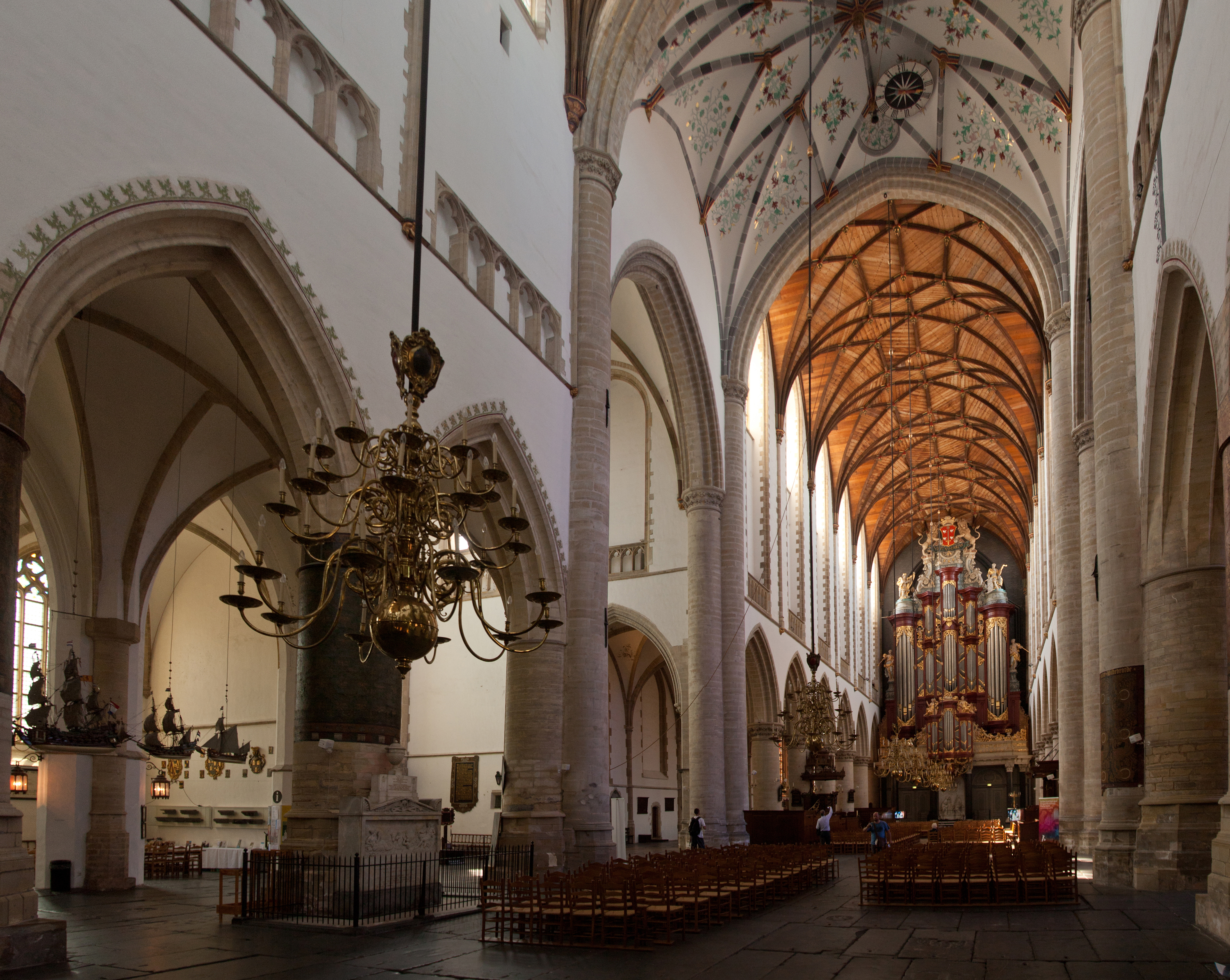
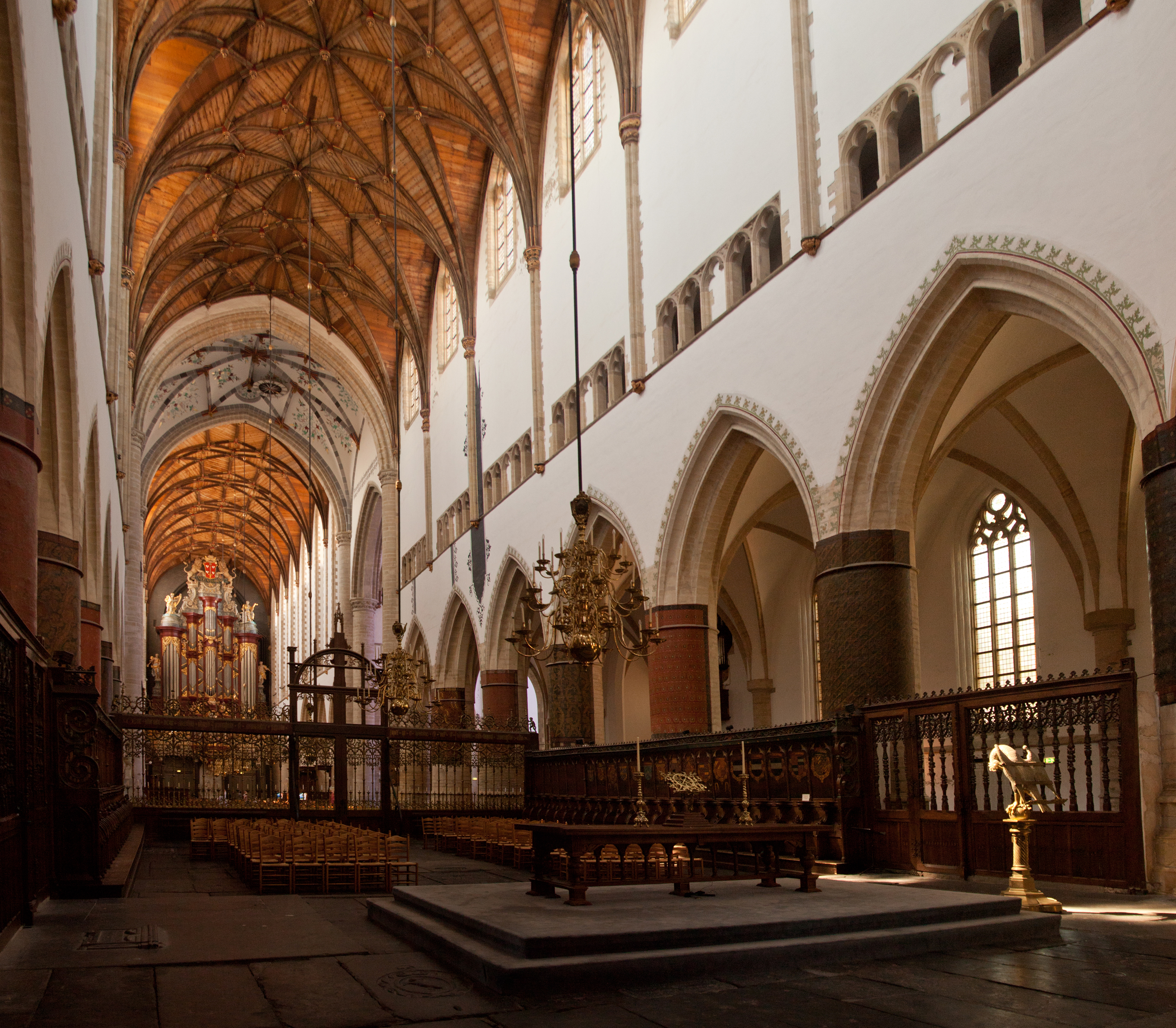
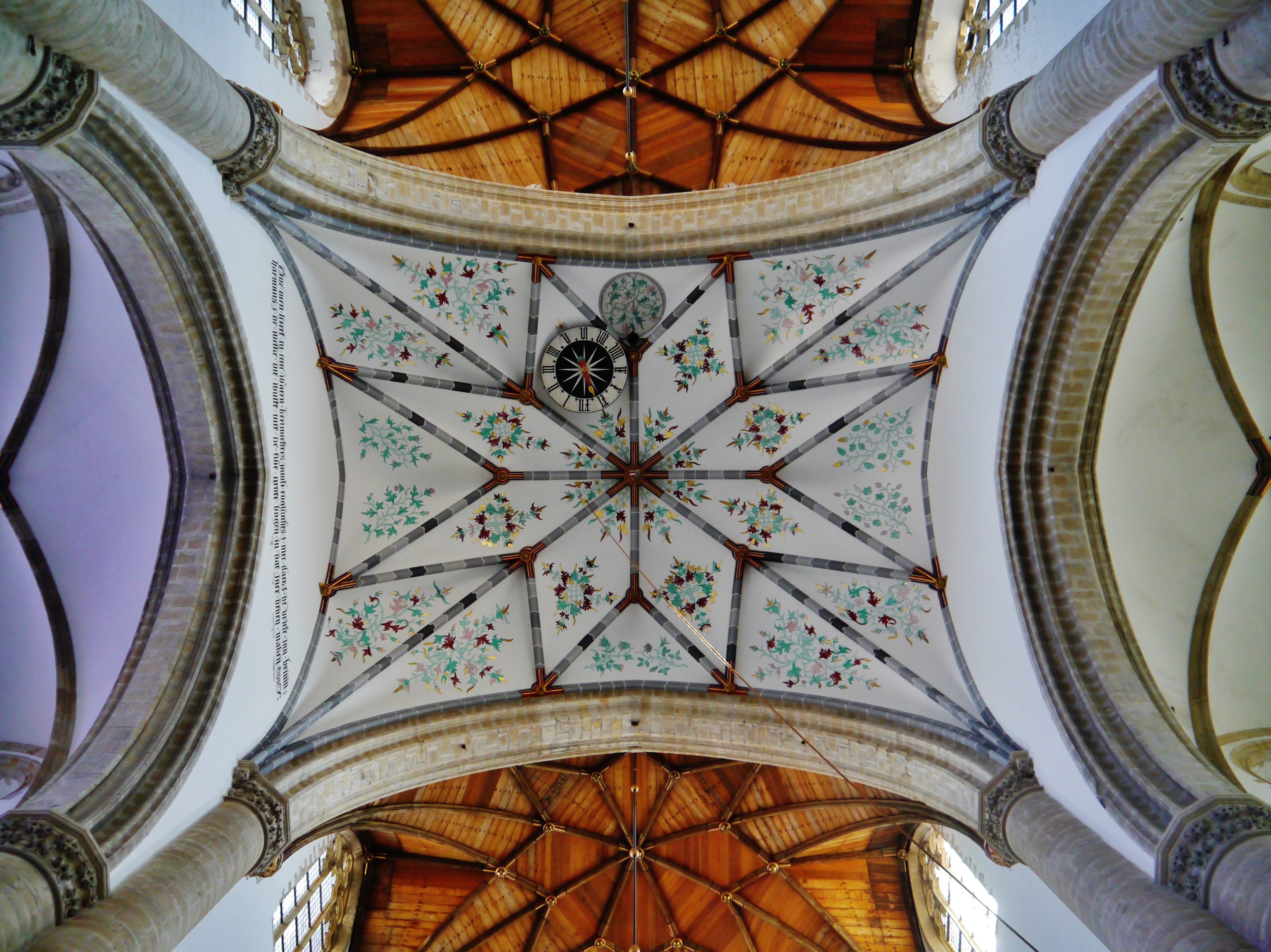
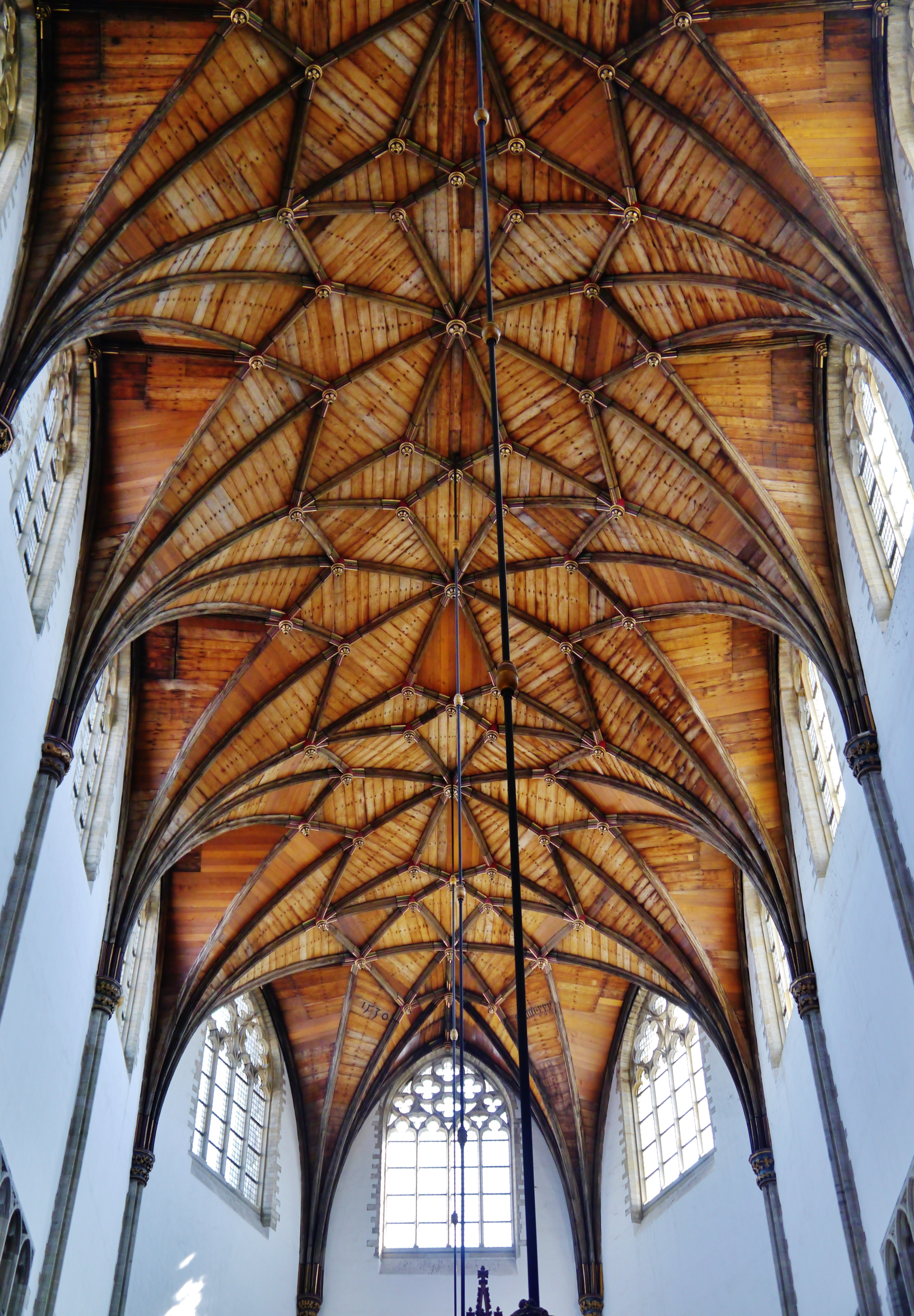
Techo de madera de la iglesia
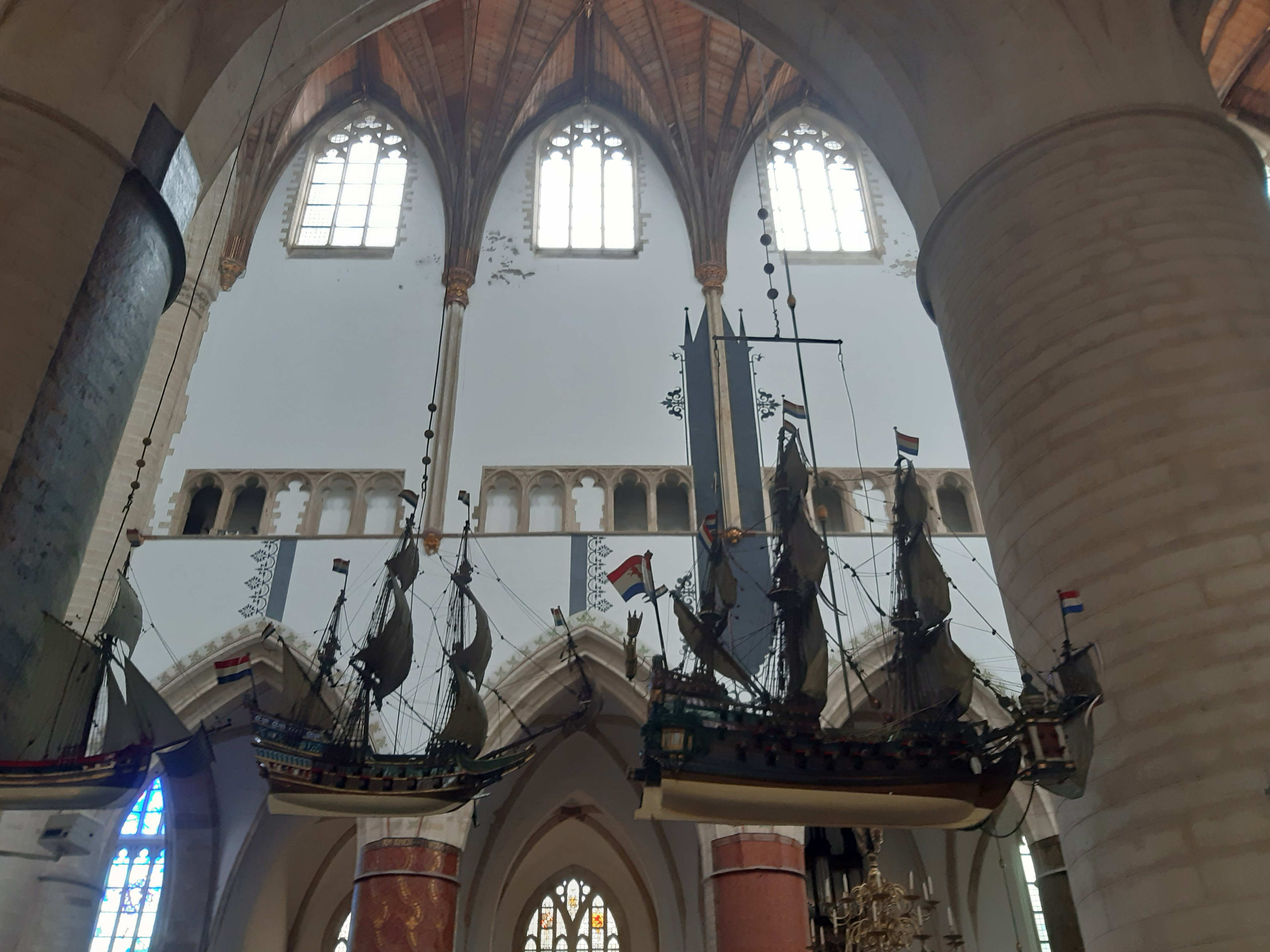

### Vidrieras

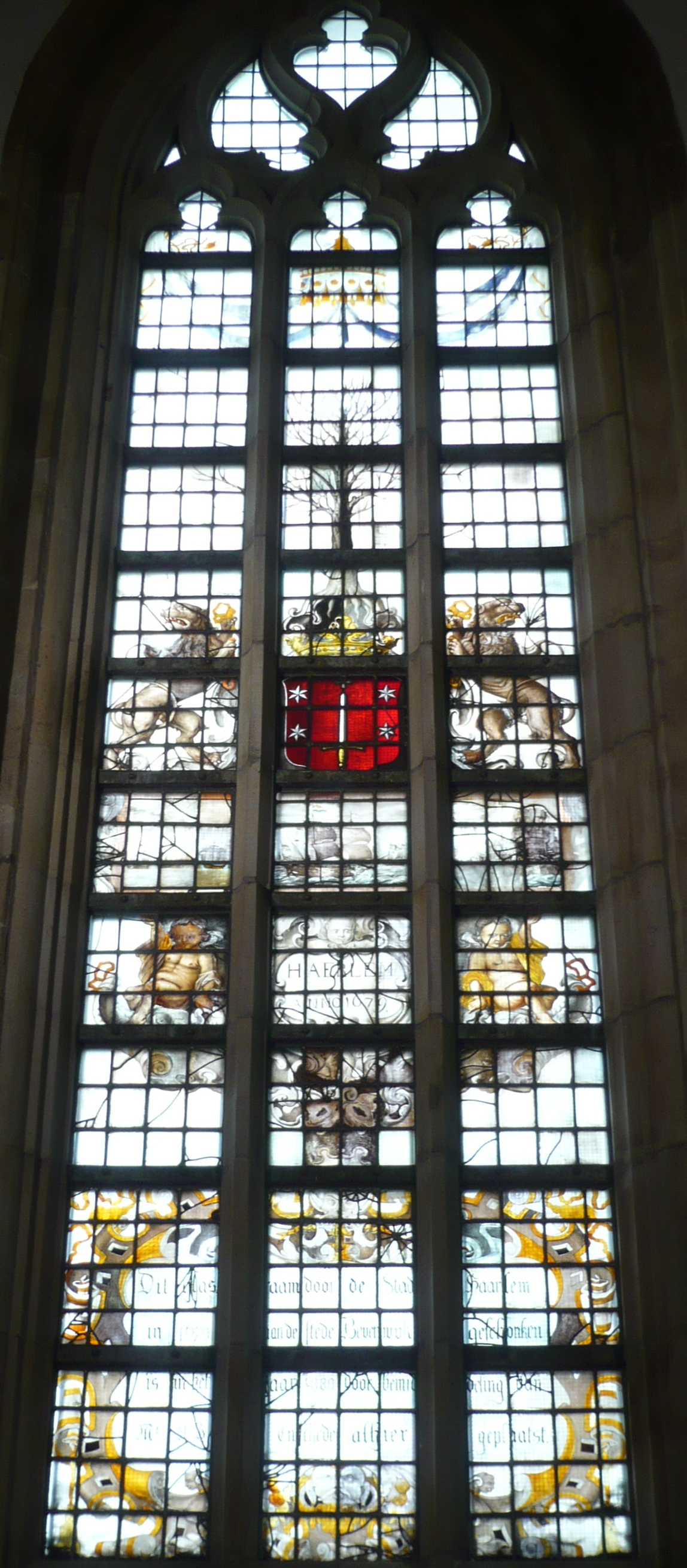
Esta es la única vidriera que queda en la iglesia que muestra la leyenda de Damiate. Originalmente, Haarlem la donó a Beverwijk en 1679.

Las vidrieras de la iglesia Bavón han sufrido durante años de abandono. Es difícil imaginar que Haarlem fuera un centro importante para el arte de las vidrieras en el siglo XVI, ya que apenas existen muy pocos testimonios de ello en Haarlem. Después de la Reforma, Haarlem promovió las historias de los Damiaatjes y el  Wapenvermeerdering  asociado y produjo muchas vidrieras con esta historia central, que presentó como regalo a otras iglesias y ayuntamientos. Hoy en día, el regalo original de Haarlem de Willem Thibaut todavía cuelga en la Janskerk (Gouda)  tal como fue diseñado. Esa ventana da la impresión del tipo de ventana que antaño colgaba en el muro occidental. Cuando se instaló el famoso órgano Muller, el vidrio del lado oeste de la iglesia (ahora solo se conoce por la pintura del pintor local  Job Berckheyde) con el Wapenvermeerdering, fue desmantelado y tapiado. Los bocetos de este vidriera se han conservado y están en posesión del Rijksmuseum de Ámsterdam y fueron dibujados por Barend van Orley.

En la iglesia actual, la falta de vidrieras históricas de colores se ha compensado con la instalación de vidrieras de otras iglesias demolidas o desaparecidas, mientras que los artistas modernos han creado nuevos temas. Una hermosa ventana azul grande que cuelga en el lado norte saluda al visitante que entra por las puertas dobles del Groenmarkt. Esta ventana fue hecha para personificar la paz y la armonía, y fue realizada por el artista local del vidrio Michel van Overbeeke, quien recibió un premio local de cultura por ello en 2009 (De Olifant).

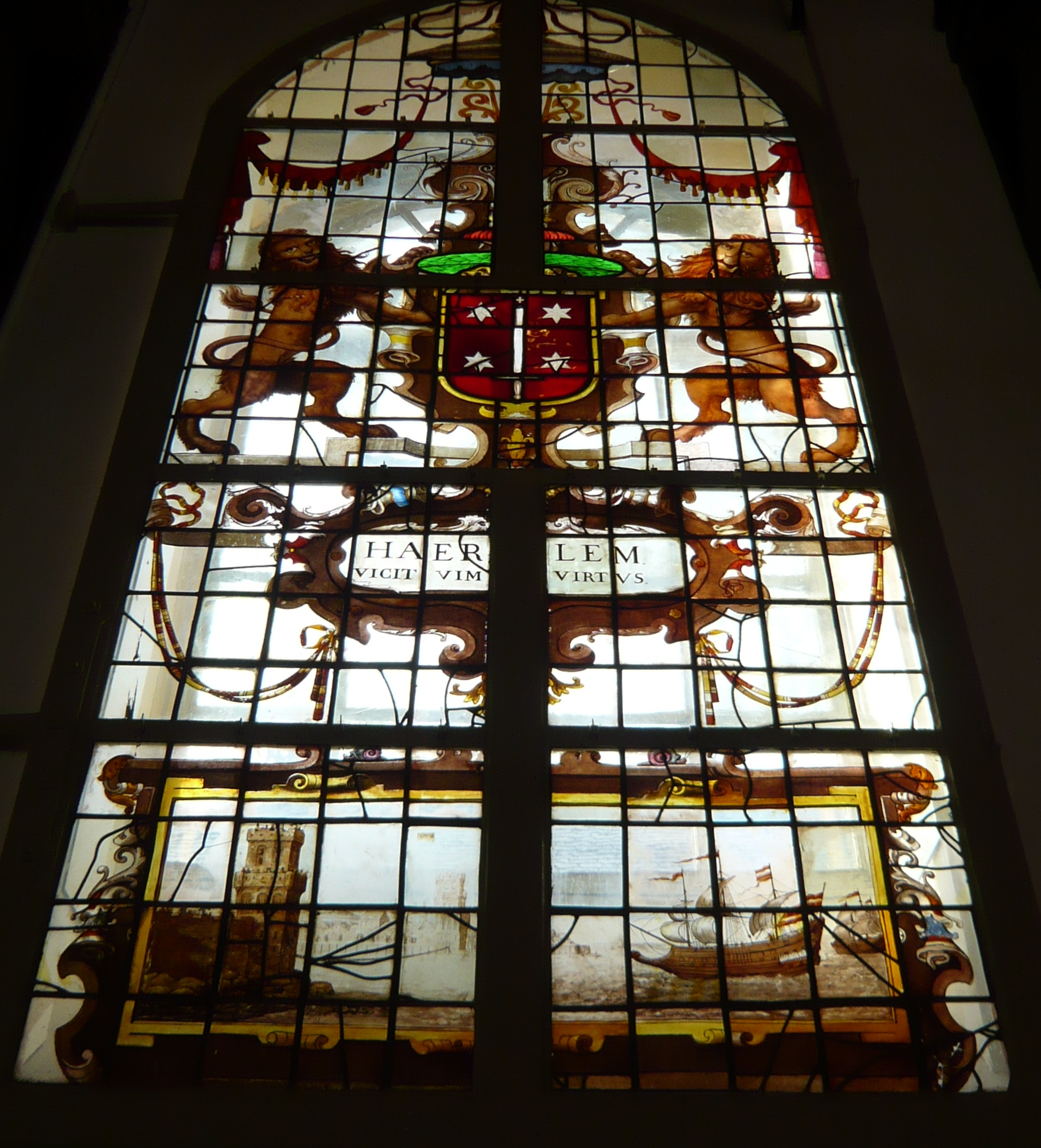
Ventana que se encuentra actualmente en el Ayuntamiento de Haarlem, originalmente realizada por Thibaut para una iglesia en  Bloemendaal
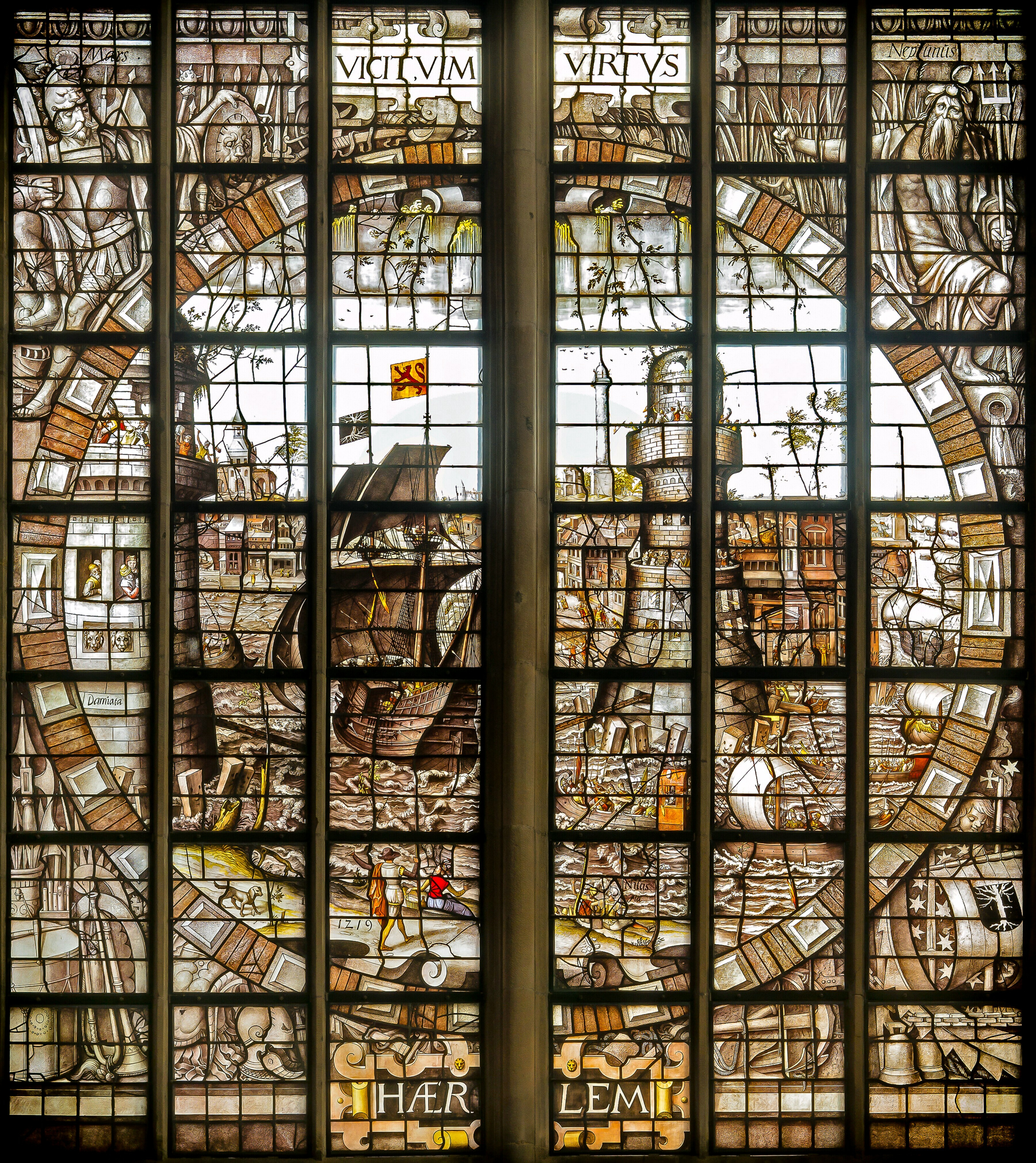
Ventana ahora en Janskerk (Gouda), obra de Thibaut
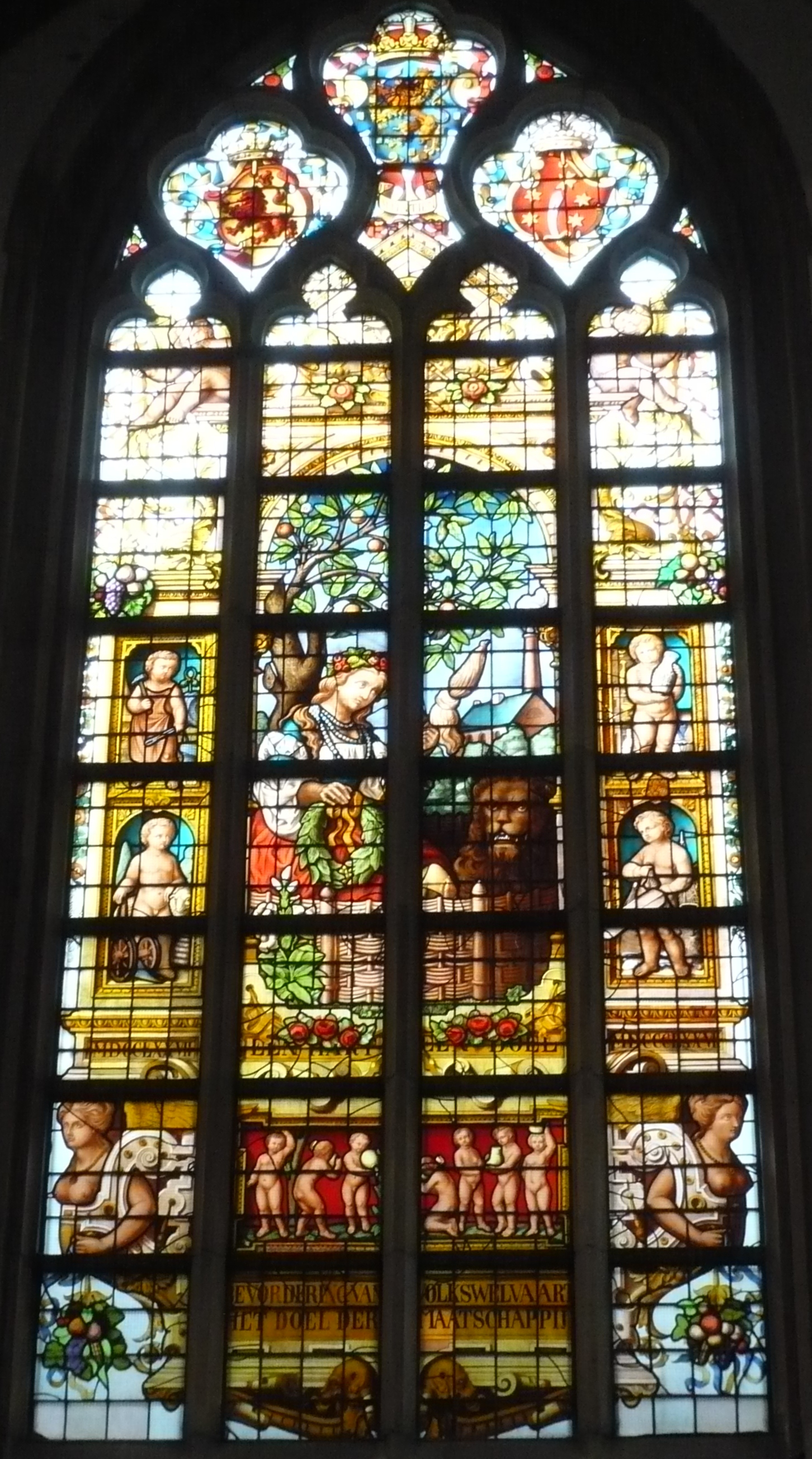
La vidriera de la Dutch maiden (1877 ) (doncella holandesa), donada por el Nederlandsche Maatschappij voor Nijverheid en Handel con motivo de su centenario
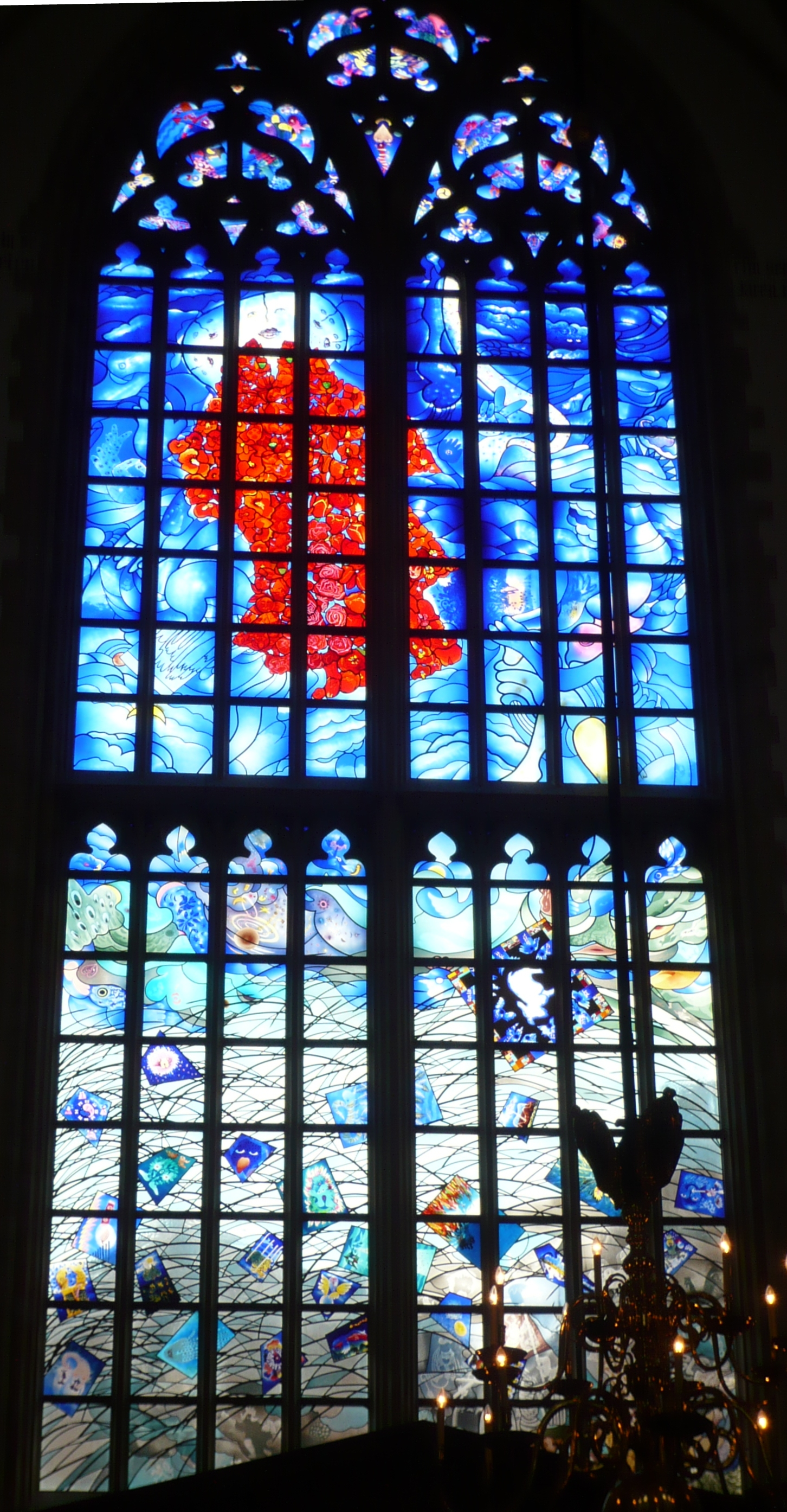
Paz y armonía (2009), obra de Michel van Overbeeke
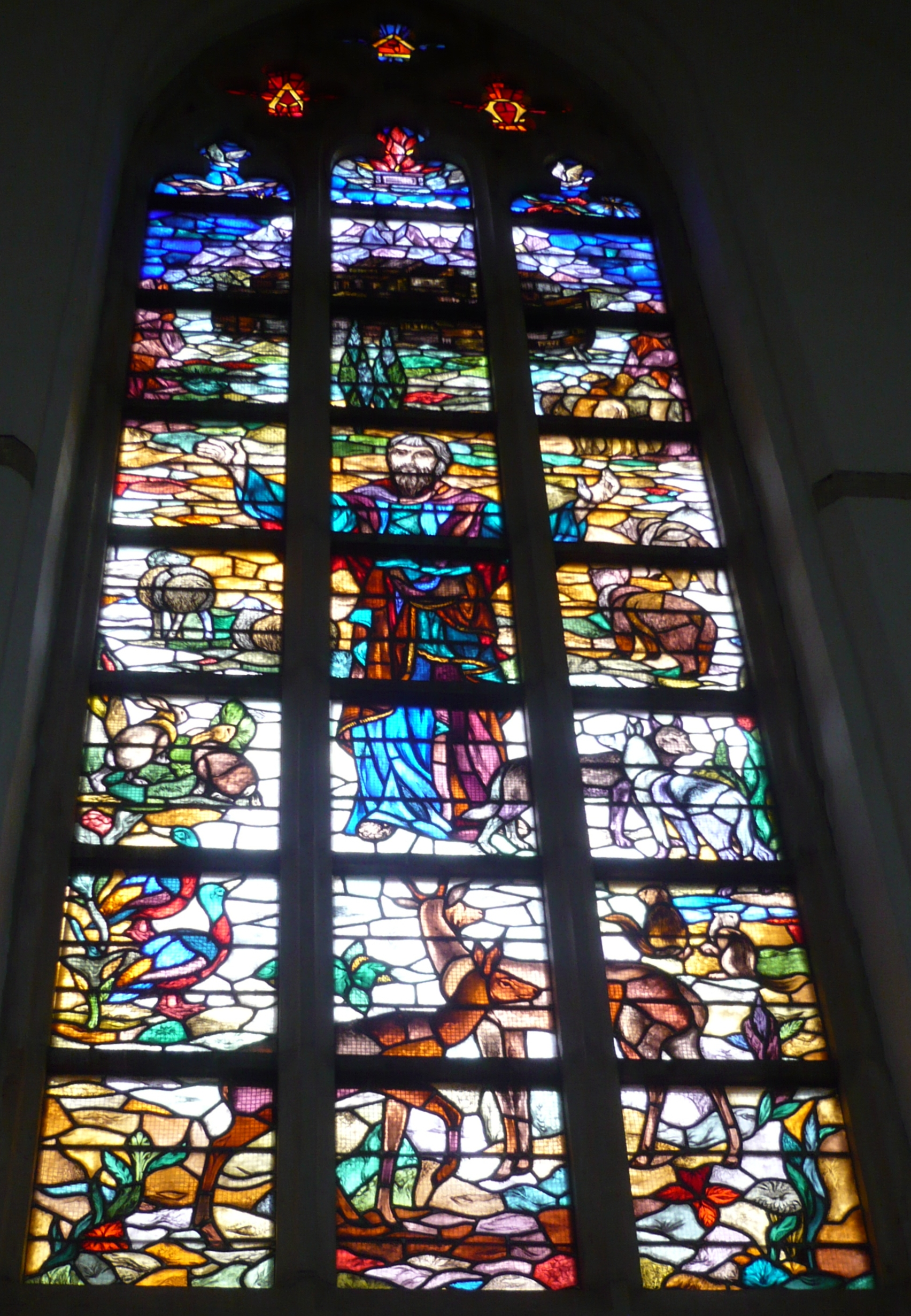
Noé (1985), obra de Louis Boermeester
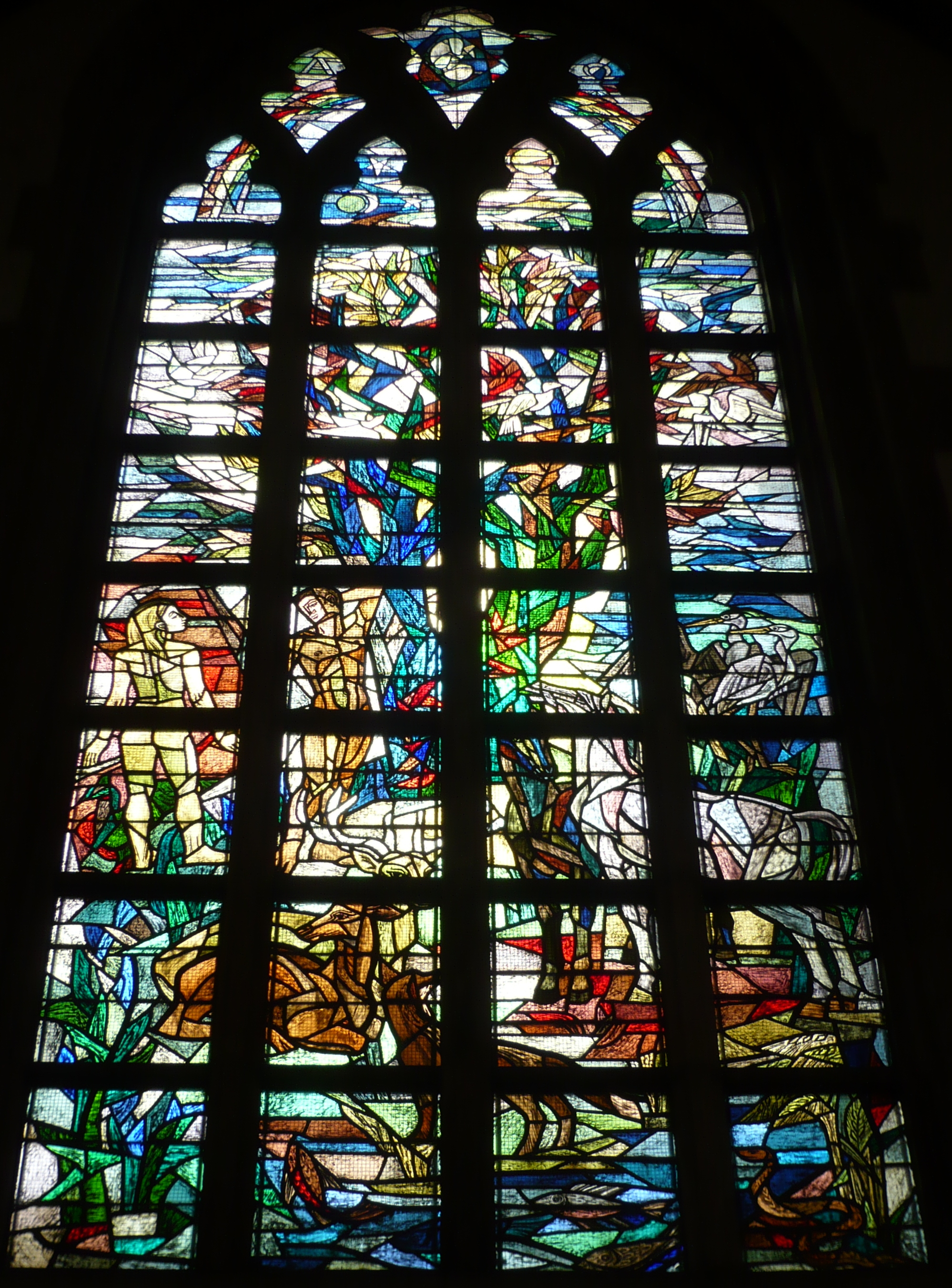
Paraíso (1957), obra de Gunhild Kristensen,

## Órgano

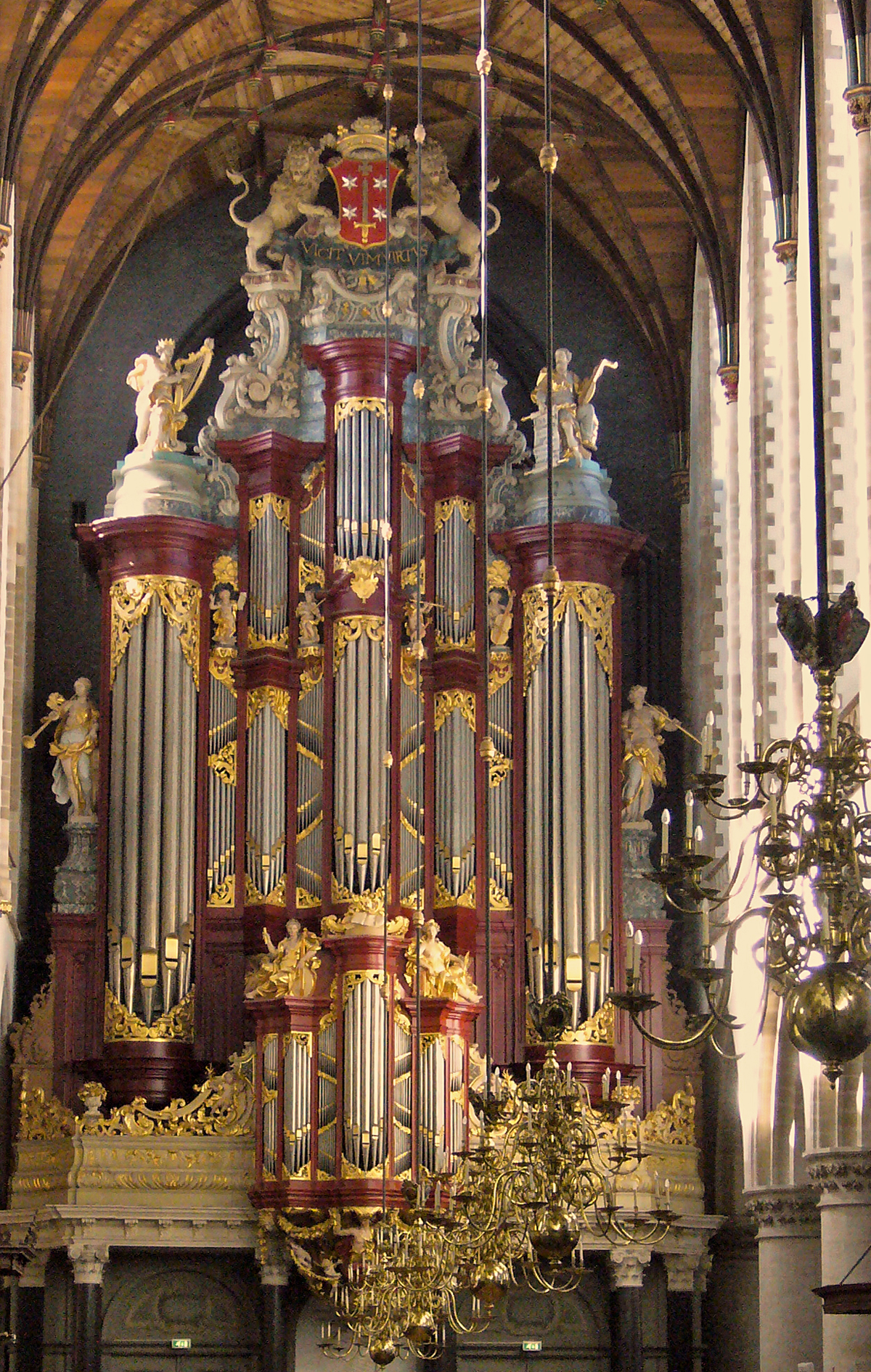
Fachada del órgano de tubos de Sint-Bavokerk. Mozart tocó este órgano en su día.

El órgano de tubos de Sint-Bavokerk (el órgano de Christiaan Müller) es uno de los órganos más importantes del mundo desde el punto de vista histórico. Fue construido por el organero de Ámsterdam Christian Müller, con decoraciones de estuco del artista de Ámsterdam Jan van Logteren, entre 1735 y 1738. Al finalizar su construcción, era el órgano más grande del mundo, con 60 voces y torres de pedales de 32 pies. En Moby-Dick  (1851), Herman Melville describe el interior de la boca de una ballena:

Al ver todas estas columnatas de hueso tan metódicamente dispuestas, ¿no pensarías que estás dentro del gran órgano de Haarlem y contemplando sus mil tubos?
Seeing all these colonnades of bone so methodically ranged about, would you not think you were inside of the great Haarlem organ, and gazing upon its thousand pipes?
Moby-Dick, Herman Melville

Muchos músicos famosos tocaron este órgano, entre ellos Mendelssohn, Händel  y un Mozart de 10 años que lo tocó en 1766. El órgano fue modificado varias veces en los siglos XIX y XX y la alteración más drástica fue durante la renovación realizada por Marcussen entre 1959 y 1961. Se realizaron más trabajos de entonación entre 1987 y 2000. Hoy en día, se celebran conciertos regularmente en la iglesia y durante todo el año se organizan horarios especiales de apertura para que el público pueda entrar gratuitamente para escuchar este famoso órgano en funcionamiento.
Una historia local cuenta que el sonido del órgano era tan bajo que el mortero entre los azufres comenzó a desintegrarse.

### Disposición
| I Rugwerk C–d3 |                   |     |
| 18.            | Presbítero II     | 8′  |
| 19.            | Saludos           | 8′  |
| 20.            | Quintadena        | 8′  |
| 21.            | Octavio           | 4′  |
| 22.            | Fluyt Does        | 4′  |
| 23.            | Speelfluyt        | 3′  |
| 24.            | Super Octavio     | 2′  |
| 25.            | Mezcla VI–VIII    | 1′  |
| 26.            | Sexquialter II–IV |     |
| 27.            | Címbalo III       |     |
| 28.            | Corneta IV D      |     |
| 29.            | Fagot             | 16′ |
| 30.            | Trompeta          | 8′  |
| 31.            | Trechterregal     | 8′  |
|                | Trémulo           |     |

| II Casco antiguo C–d3 |                 |       |
| 1.                    | Presbítero I-II | 16′   |
| 2.                    | Bordón          | 16′   |
| 3.                    | Octavio I-II    | 8′    |
| 4.                    | Roerfluyt       | 8′    |
| 5.                    | Viola di Gamba  | 8′    |
| 6.                    | Roerquint       | 6′    |
| 7.                    | Octavio         | 4′    |
| 8.                    | Gemshoorn       | 4′    |
| 9.                    | Quintpraestant  | 3′    |
| 10.                   | Woudfluyt       | 2′    |
| 11.                   | Mezcla IV–X     | 2′-8′ |
| 12.                   | Scherp VI–VIII  | 1/2′  |
| 13.                   | Terciana II     | 2′    |
| 14.                   | Trompeta        | 16′   |
| 15.                   | Trompeta        | 8′    |
| 16.                   | Hautbois        | 8′    |
| 17.                   | Trompeta        | 4′    |

| III Obra de cubierta C–d3 |                |      |
| 32.                       | Quintadena     | 16′  |
| 33.                       | Presbítero     | 8′   |
| 34.                       | Baarpyp        | 8′   |
| 35.                       | Quintadena     | 8′   |
| 36.                       | Octavio        | 4′   |
| 37.                       | Flagfluyt      | 4′   |
| 38.                       | Nasaet         | 3′   |
| 39.                       | Nagthoorn      | 2′   |
| 40.                       | Octavín        | 1/2′ |
| 41.                       | Mezcla IV–VI   | 2′   |
| 42.                       | Sexquialter II |      |
| 43.                       | Címbalo        |      |
| 44.                       | Escalofrío     | 8′   |
| 45.                       | Dolceano       | 8′   |
| 46.                       | Voz humana     | 8′   |
|                           | Trémulo        |      |

| Pedal C–f1 |                |     |
| 47.        | Principal      | 32′ |
| 48.        | Presbítero     | 16′ |
| 49.        | Bordón         | 16′ |
| 50.        | Roerquint      | 12′ |
| 51.        | Octavio        | 8′  |
| 52.        | Flujo de agua  | 8′  |
| 53.        | Quintpraestant | 6′  |
| 54.        | Octavio        | 4′  |
| 55.        | Flujo de agua  | 2′  |
| 56.        | Mezcla VI–X    | 2′  |
| 57.        | Ruyschquint V  | 3′  |
| 58.        | Bazuyn         | 32′ |
| 59.        | Bazuyn         | 16′ |
| 60.        | Trompeta       | 8′  |
| 61.        | Trompeta       | 4′  |
| 62.        | Zinc           | 2′  |

- Acopladores: I/II, III/II, I/P, II/P, III/P

## Tumbas
Hasta 1831 se permitían tumbas en la iglesia, y muchos habitantes ilustres de Haarlemmer a lo largo de los siglos están enterrados allí. A menudo, eran enterradas bajo lápidas familiares, y los escudos familiares de las familias ilustres están montados en "placas" con forma de diamante colgadas de las paredes. Otros ilustres fueron enterrados en tumbas individuales, como el rico Pieter Teyler van der Hulst y Willem van Heythuisen. Los pintores Maarten van Heemskerck (como antiguo koster de la iglesia, está enterrado en la kerstkapel), Frans Hals (que fue enterrado en la tumba del abuelo de su primera esposa, Nicolaes Ghyblant, pero que recibió su propia lápida en 1962), el propio Saenredam (en el camino del coro sur cerca de la entrada), y Jacob van Ruysdael y Salomon van Ruysdael. Las dos curiosidades de circo, el gigante Daniel Cajanus con su amigo enano Jan Paap, están enterrados aquí. El último entierro allí fue el de Willem Bilderdijk.
Según una historia local, bajo la piedra número 7, cerca de la puerta del coro, se encuentra la tumba de un hombre que solía golpear a su madre cuando era niño. Después de un tiempo, su mano comenzó a crecer sobre su tumba, y tuvieron que instalar una placa de cobre sobre la tumba para evitar que la mano creciera.
También se dice que solo los ricos podían permitirse ser enterrados en la iglesia. Sin importar la riqueza, los cadáveres se pudrían mientras yacían bajo el piso de piedra, produciendo un olor desagradable. Esto dio origen a la frase «Stinking Rich» ('apestosamente rico').

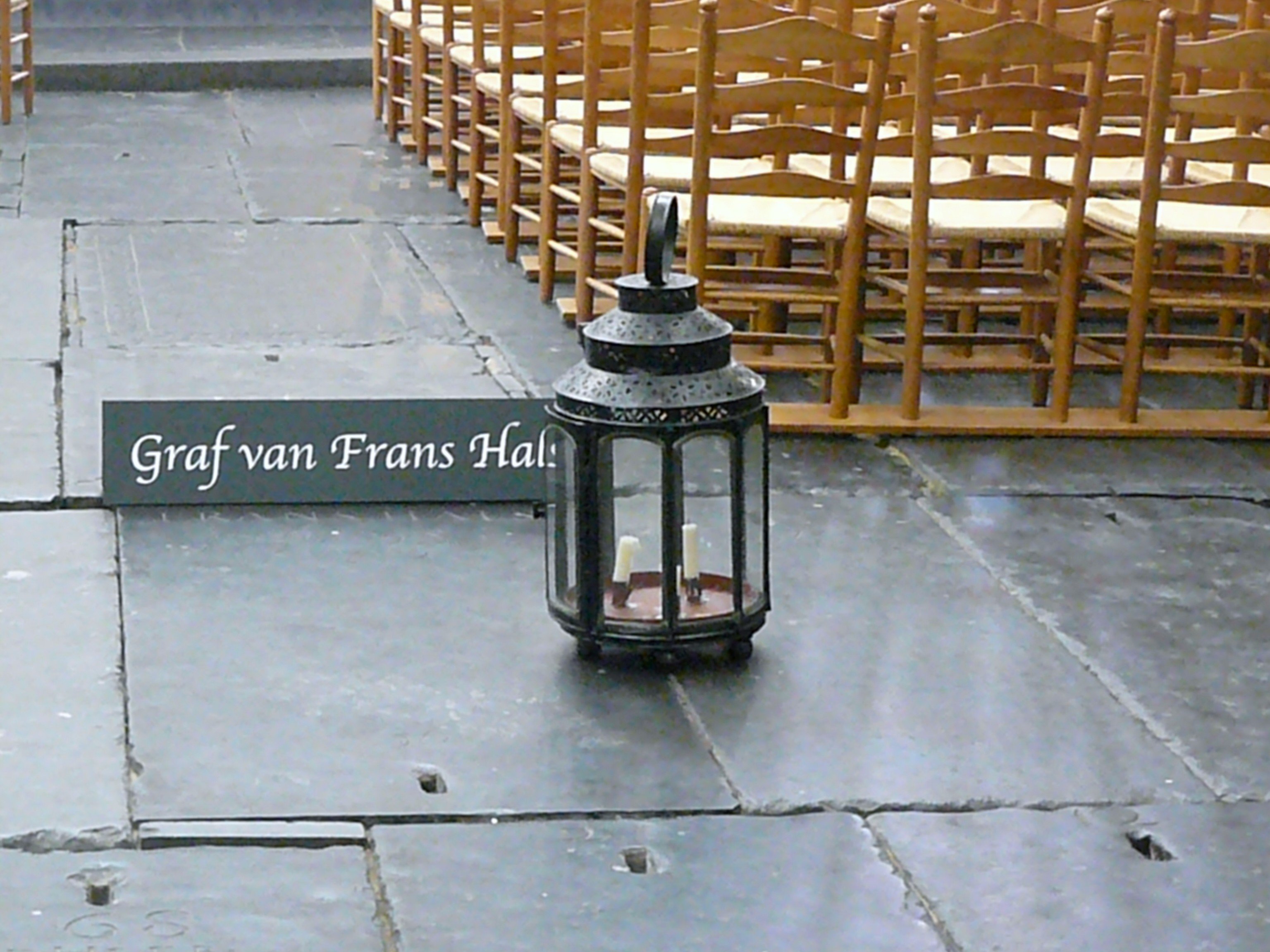
Marcador de la tumba de Frans Hals
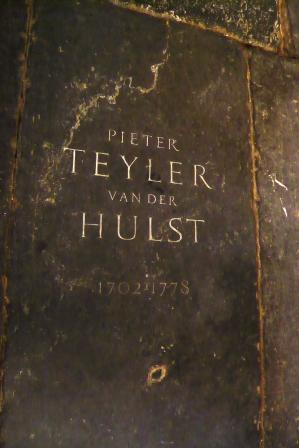
Lápida de Pieter Teyler van der Hulst
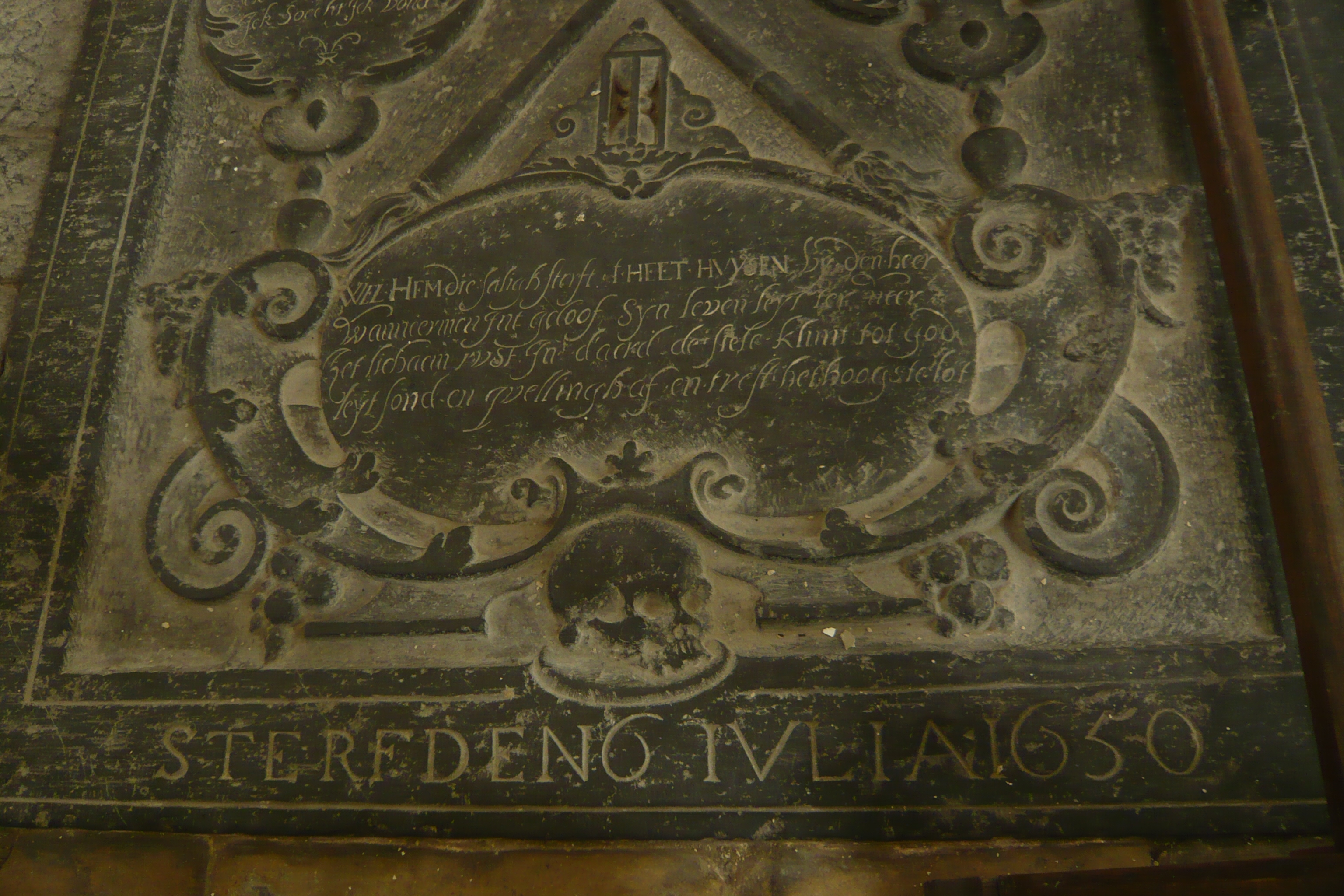
Epitafio de la tumba de  Heethuysen (fundador de Hofje en Haarlem que murió el 6 de julio de 1650)
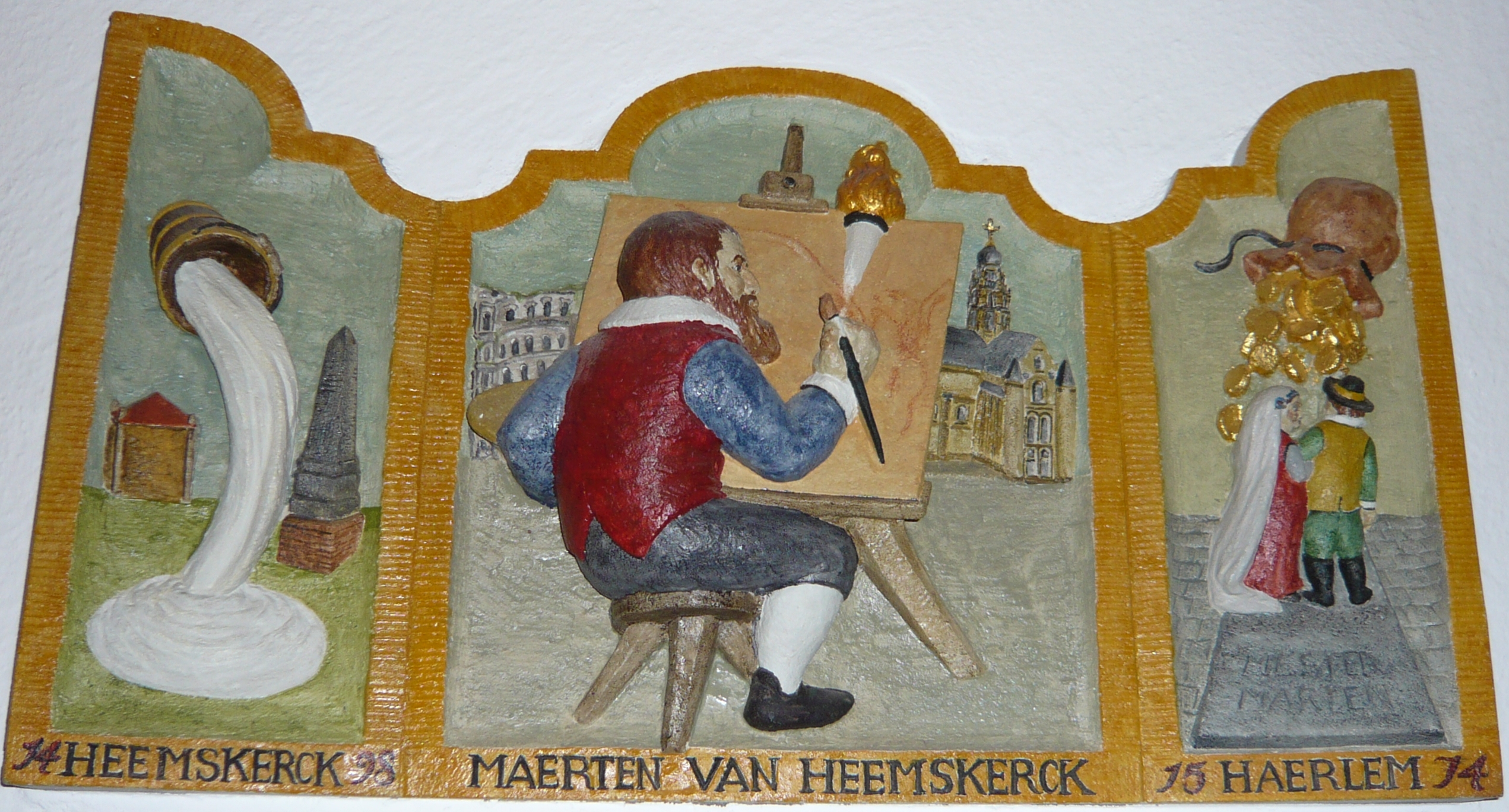
Placa conmemorativa en la "Capilla de Navidad" a  Maarten van Heemskerk

#### Sepultados en la Iglesia de San Bavón
- Jan Adriaanszoon Leeghwater (1575-1650), ingeniero hidráulico y constructor de molinos
- Jacobus Zaffius (1534-1618),  clérigo
- Jacob Matham (1571-1631), grabador y dibujante
- Cornelis Cornelisz. van Haarlem (1562-1638), pintor y dibujante
- Salomon de Bray (1597-1664), pintor y arquitecto
- Pieter Jansz. Saenredam (1597-1665), pintor y dibujante
- Floris van Schooten (ca. 1585-1656), pintor
- Frans Hals (ca. 1583-1666), pintor
- Passchier de Fijne (1588-1667), predicador
- Cornelis Padbrué (ca. 1592-1670), compositor
- Jacob van Oudenhoven (1601-1690),  predicador e historiador
- Balthasar Coymans (1618-1690), comerciante y traficante de esclavos
- Wouter Schouten (1638-1704), cirujano, escritor de  "Oost-Indische voyagie" [Viaje a las Indias Orientales]]
- Cornelis Alardus Oem (1698-1777), notable de Haarlem, se hizo católico, pero pertenecía a la familia regente protestante de Dordt, propietaria, entre otras cosas, de la antigua finca 'Auspiciis et Telis' en el actual Biezenweg 66 en Santpoort-Noord (Tumba 198)
- Pieter Teyler van der Hulst (1702-1778), comerciante de telas y sedas, banquero y filántropo
- Christiaan Brunings (1736-1805), ingeniero hidráulico y fundador de Rijkswaterstaat
- Cornelis van Lennep (1751-1813), político; yace en la misma tumba junto con su hija Sara Henriëtta Margareta (1792-1813)
- Willem Bilderdijk (1756-1831), historiador, lingüista, poeta y abogado

## Campanas

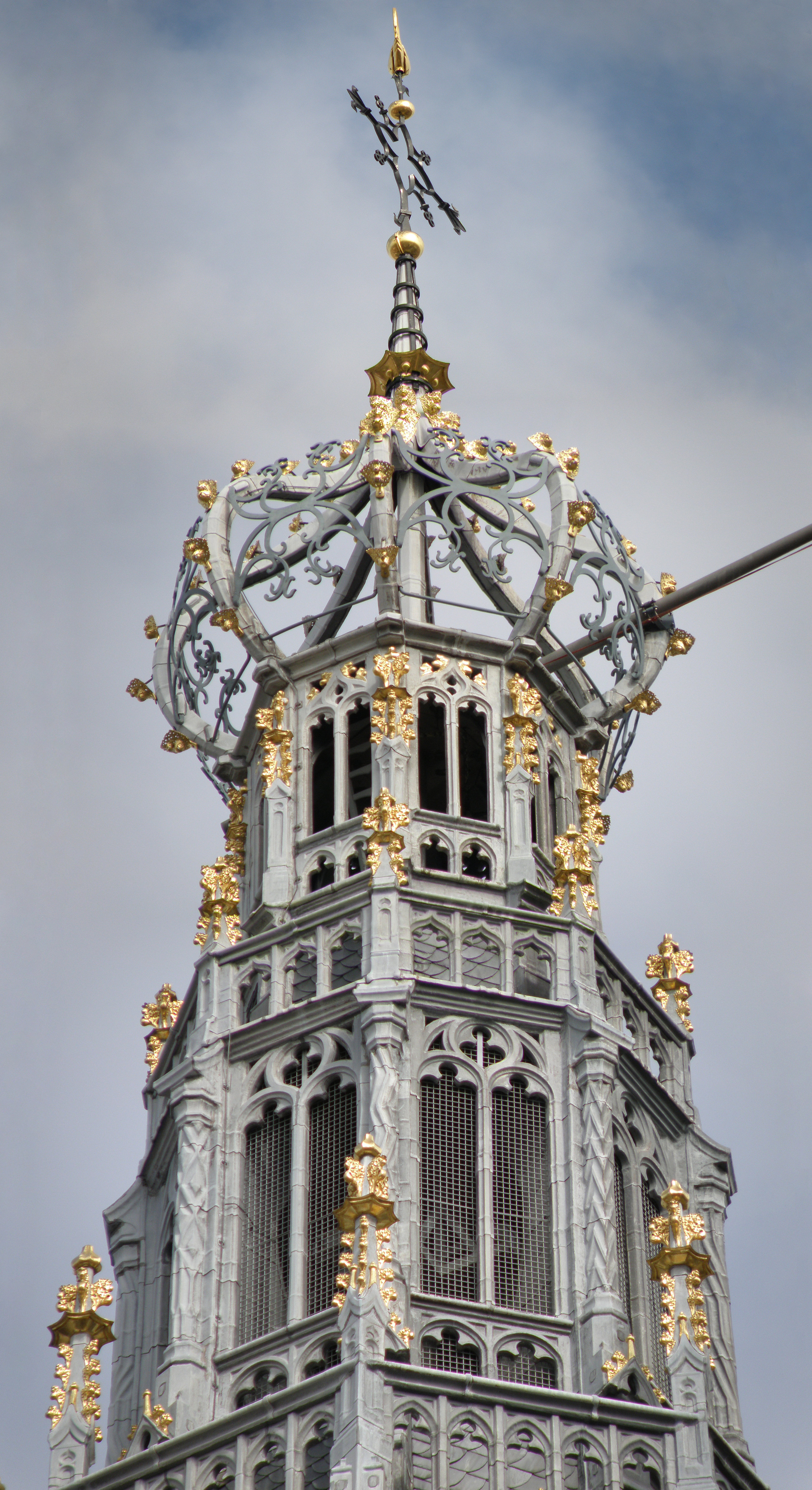
Remate de la torre central del camanario

En 1429, las campanas de la antigua iglesia parroquial, que se encontraba en el mismo lugar donde se construyó la 'Grote Kerk', se colgaron en un gran campanario de madera (klokhuis) detrás del coro de la iglesia. Fue demolido en 1804 para reforzar las finanzas del ayuntamiento y las campanas se vendieron. En 1918, la empresa Joh. Enschede construyó una réplica de hierro más pequeña en el mismo lugar donde se imprimieron los billetes de florín.
En la actualidad, la torre de la Grote Kerk de Haarlem está dotada de una gran campana de bourdon de 1503 llamada Roeland, fabricada por el fundidor de campanas de Kampen Geert van Wou. Suena con tono A0 y tiene un peso de aproximadamente 4900 kg. Esta campana, la más grande de la torre, da las horas. En 1662, François Hemony de Ámsterdam fabricó un carillón de 33 campanas, que más tarde fue ampliado por su hermano Pieter Hemony a 35 campanas. En 1968, Eijsbouts de Asten fundió 25 campanas y se amplió a un carillón de concierto de 47 campanas. El carillón está afinado en temperamento mesotónico basado en Des1 (Dbemol1). Desde esta restauración, las antiguas 25 campanas de Hemony cuelgan en la torre de la Bakenesserkerk también en Haarlem. En 2010, el carillón de la Grote Kerk fue rediseñado para mejorar la capacidad de ejecución. El carillonero de la ciudad toca las campanas cada semana los días de mercado y los martes de verano hay un concierto justo antes del concierto de órgano semanal, que suelen tocar músicos invitados. El carillonero de la ciudad también vuelve a colocar las clavijas en el tambor dos veces al año. El tambor toca para anunciar la hora y los demás cuartos de hora. En Haarlem también suena una melodía muy breve cada siete minutos y medio. Por lo tanto, el tambor suena ocho veces por hora. Rien Donkersloot ha sido nombrado carillonero de la ciudad por el municipio de Haarlem.
Según la leyenda local conocida como Wapenvermeerdering ('leyenda del escudo de Haarlem'), las dos campanas superiores de la torre fueron traídas de Damieta (Damiate  en neerlandés) durante la Quinta Cruzada por los caballeros de Haarlem y fueron colocadas en la torre. En realidad, fueron un regalo de Johannes Dircks, un fabricante de campanas de Aalst a Nicolaas van Nieuwland, el obispo de Haarlem, en 1562. Desde entonces, las dos campanas sonaban todas las noches entre las 21:00 y las 21:30 horas, para dar la señal de que se cerraban las puertas de la ciudad. En 1732, las campanas fueron refundidas e instaladas por Jan Albert de Grave, un fundidor de campanas de Ámsterdam. Como Haarlem ya no era una ciudad amurallada (vesting stad), la tradición de las campanas continuó para conmemorar la conquista de Damiette el 25 de agosto de 1219. Las campanas tienen los nombres de Piet y Hein.
- Campanas en la Grote Kerk:
  - 1 Bordon Roeland - Geert van Wou (1503)
  - Carillón
    - 10 de François Hemony (1661-1662)
    - 37 de Eijsbouts (1968)

  - 2 Damiaatjes (Piet y Hein) - Jan Albert de Grave (1732)
  - 1 Kermisklok  (campana de la feria de atracciones o del Lunapark)  - Claude Fremy (1685)
  - campanas móviles para que suenen durante el servicio:
    - 1 François Hemony (1667)
    - 1 Eijsbouts (1965)

## Galería de imágenes

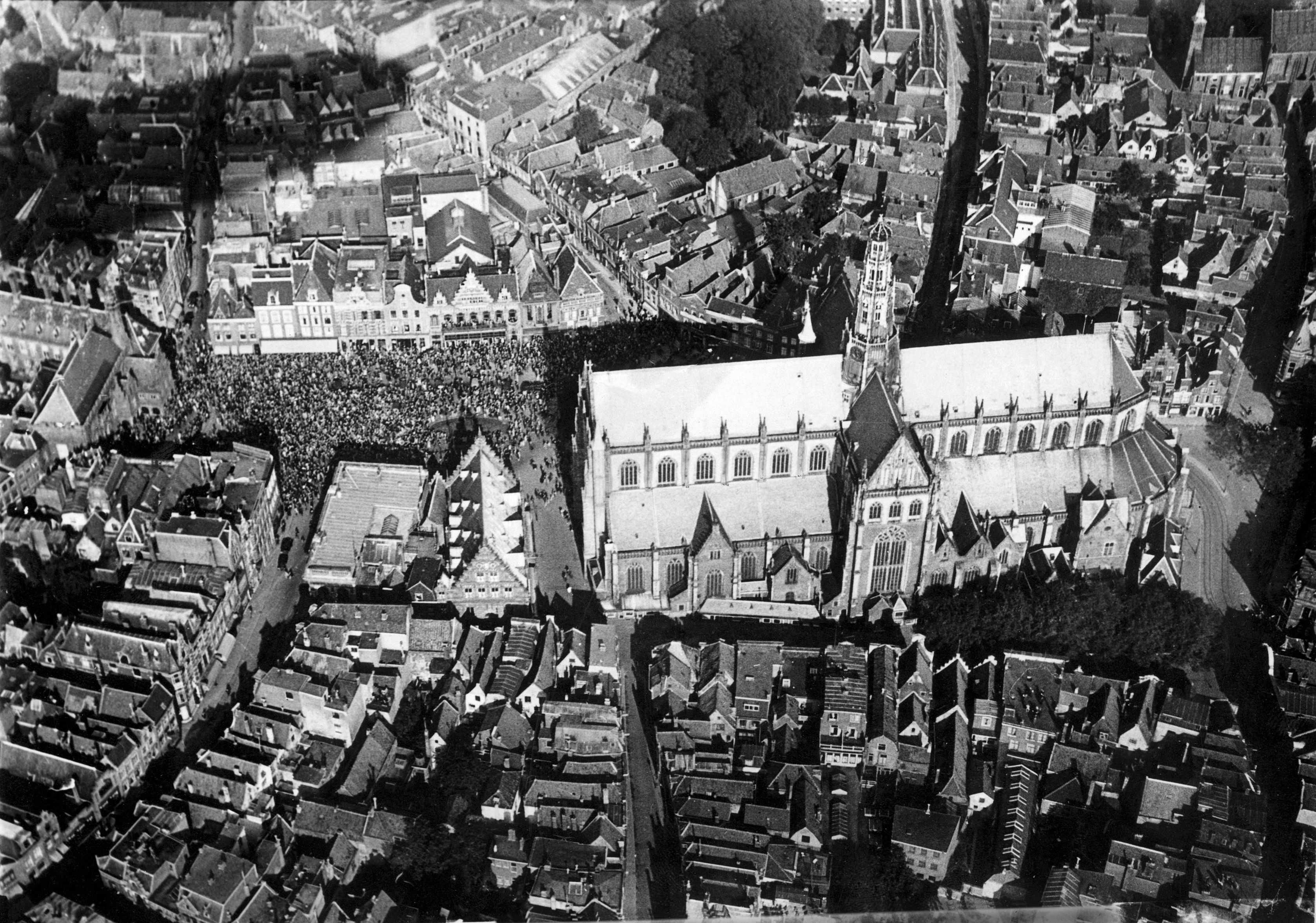
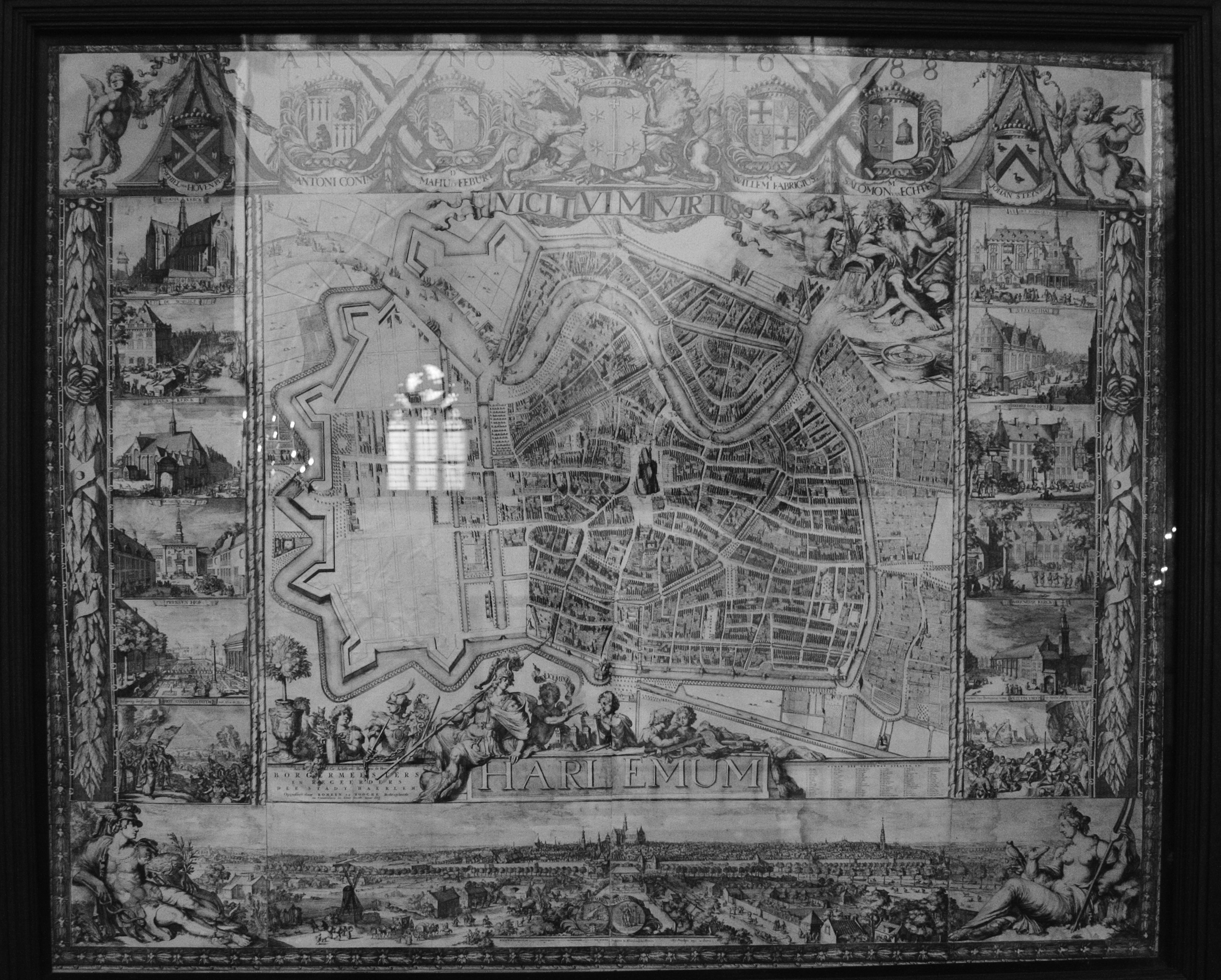
Mapa de Haarlem de Romeyn de Hooghe de 1688
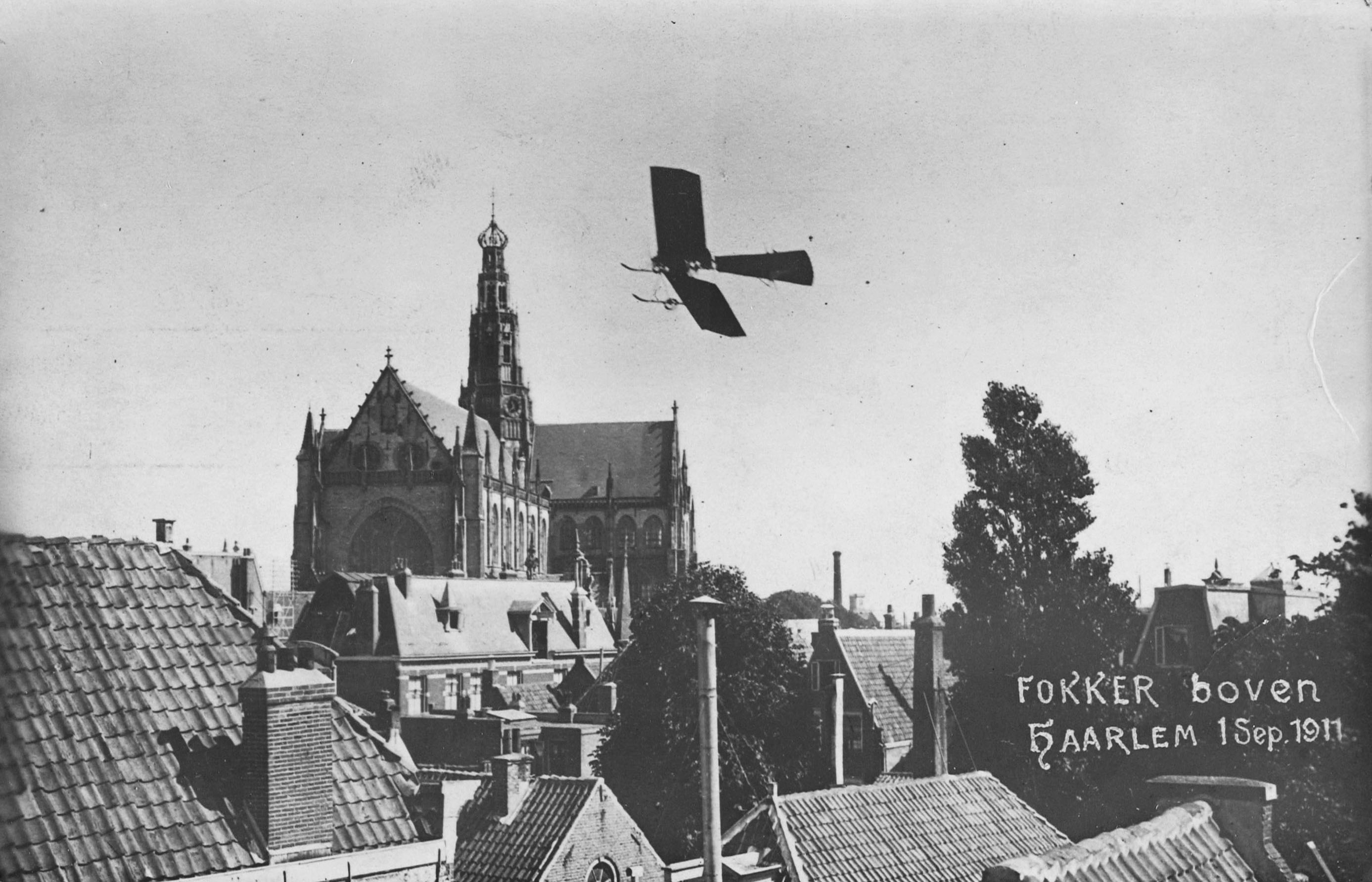
Anthony Fokker vuela alrededor de la Grote Kerk en 1911
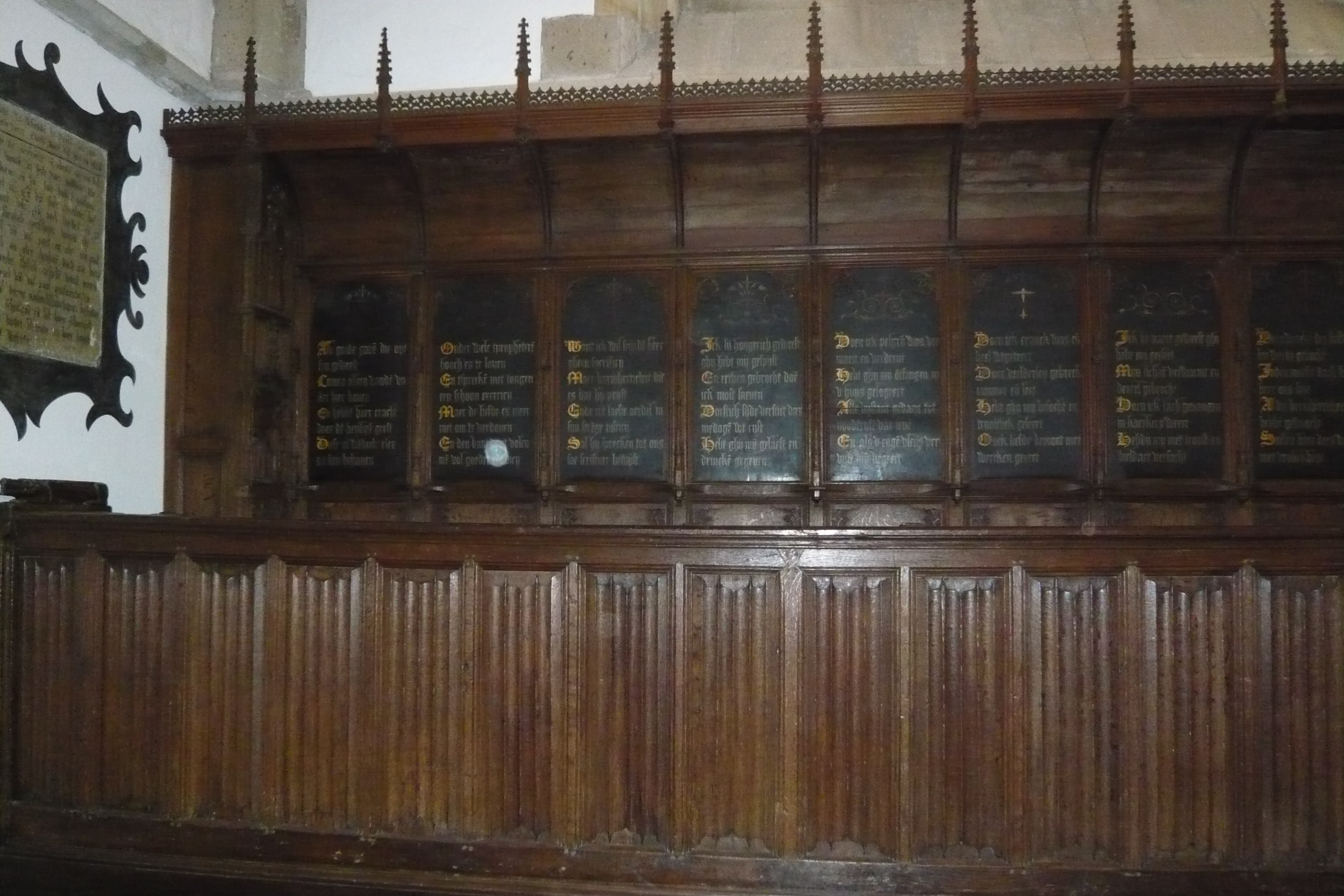
Banco de cría (Broodbank)
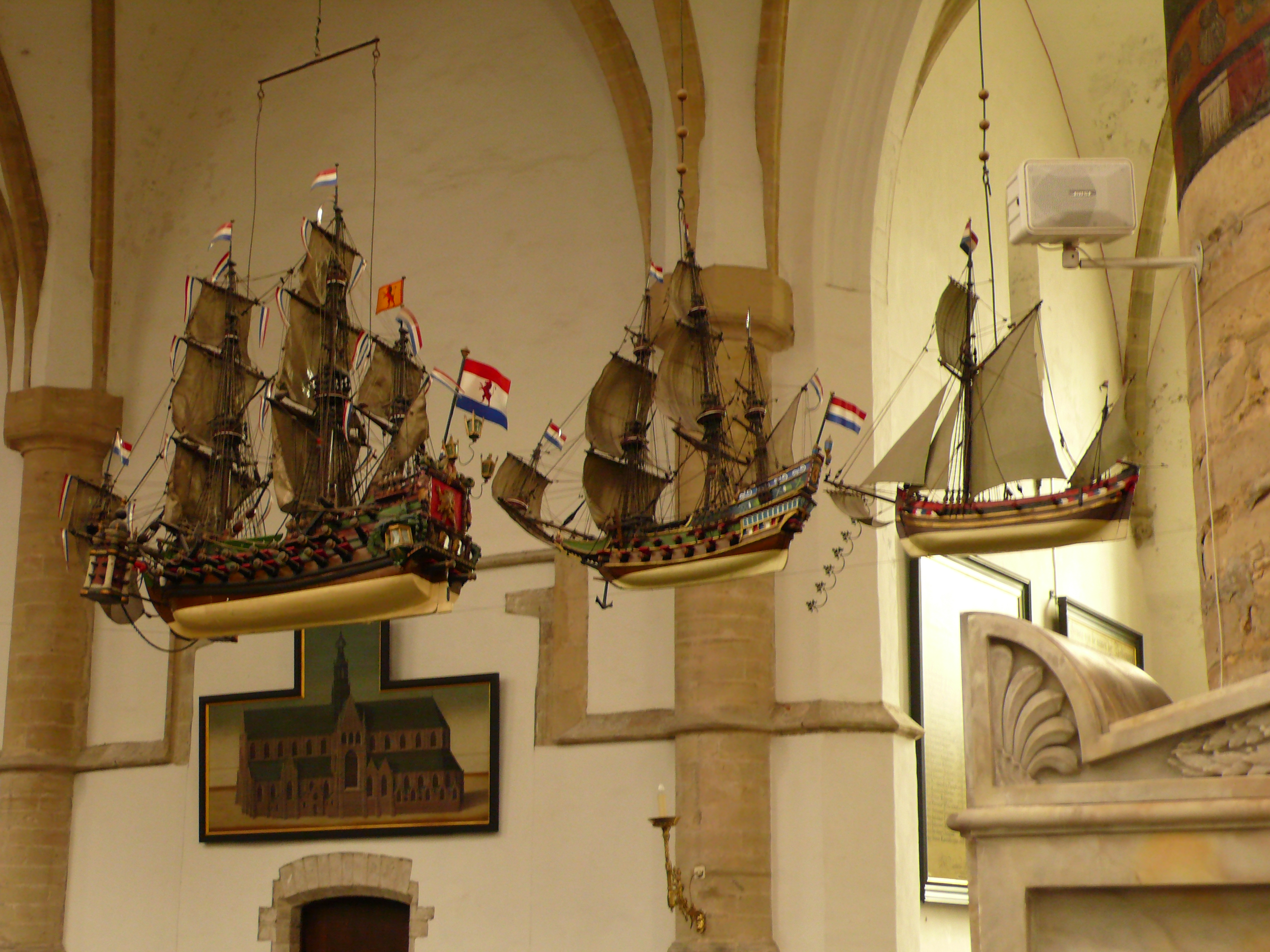
Barcos en miniatura en Sint-Bavokerk
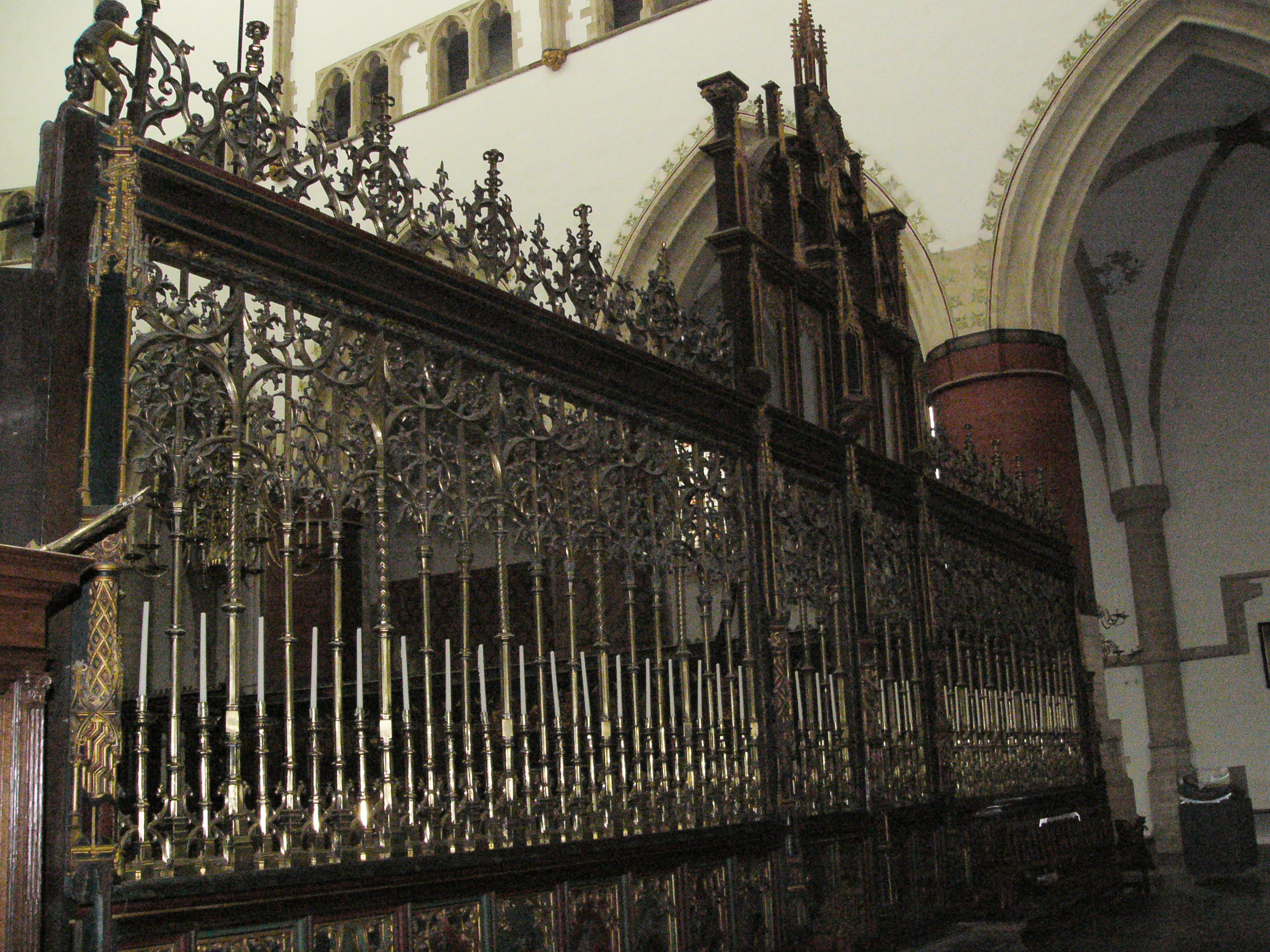
Puerta del coro de Sint-Bavokerk
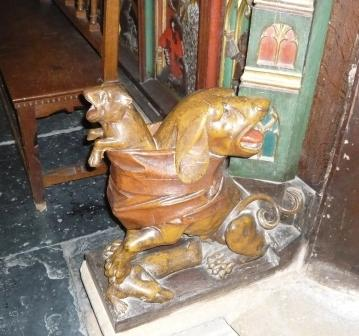
Perro de dos caras en la base de la puerta del coro

## Menciones contemporáneas
La igleisa es mencionada en el libro  The Hiding Place de Corrie ten Boom.